# Grécia
Grécia (em grego: Ελλάδα; romaniz.: Elláda pronunciado: [eˈlaða] (escutarⓘ)), oficialmente República Helênica (português brasileiro) ou Helénica (português europeu) (em grego: Ελληνική Δημοκρατία; romaniz.: Elleniké Demokratía pronunciado: [eliniˈci ðimokraˈti.a]) e historicamente conhecida como Hélade (em grego: Ἑλλάς; romaniz.: Hellás), é um país localizado no sul da Europa. De acordo com dados do censo de 2011, a população grega é de cerca de 11 milhões de pessoas. Atenas é a capital e a maior cidade do país.
O país está estrategicamente localizado no cruzamento entre a Europa, a Ásia, o Oriente Médio e a África. Tem fronteiras terrestres com a Albânia a noroeste, com a Macedônia do Norte e a Bulgária ao norte e com a Turquia no nordeste. O país é composto por nove regiões geográficas: Macedônia, Grécia Central, Peloponeso, Tessália, Epiro, Ilhas Egeias (incluindo o Dodecaneso e Cíclades), Trácia, Creta e Ilhas Jônicas. O Mar Egeu fica a leste do continente, o Mar Jônico a oeste e o Mar Mediterrâneo ao sul. A Grécia tem a 11.ª maior costa do mundo, com 13 676 km de comprimento, com um grande número de ilhas (cerca de 1 400, das quais 227 são habitadas). Oitenta por cento do país é composto por montanhas, das quais o Monte Olimpo é a mais elevada, a 2 917 m de altitude.
A Grécia moderna tem suas raízes na civilização da Grécia Antiga, considerada o berço de toda a civilização ocidental. Como tal, é o local de origem da democracia, da filosofia ocidental, dos Jogos Olímpicos, da literatura ocidental, da historiografia, da ciência política, de grandes princípios científicos e matemáticos, das artes cênicas ocidentais, incluindo a tragédia e a comédia. As conquistas culturais e tecnológicas gregas influenciaram grandemente o mundo, sendo que muitos aspectos da civilização grega foram transmitidos para o Oriente através de campanhas de Alexandre, o Grande, e para o Ocidente, através do Império Romano. Este rico legado é parcialmente refletido nos 17 locais considerados pela UNESCO como Patrimônio Mundial no território grego, o sétimo maior número da Europa e o 13.º do mundo. O Estado grego moderno, que engloba a maior parte do núcleo histórico da civilização grega antiga, foi criado em 1830, após a Guerra da Independência Grega contra o antigo Império Otomano.
Atualmente, a Grécia é um país democrático e desenvolvido, com uma economia avançada e de alta renda, um alto padrão de vida e um índice de desenvolvimento humano (IDH) considerado muito alto pelas Nações Unidas. A Grécia é um membro fundador da Organização das Nações Unidas (ONU), é membro do que é hoje a União Europeia desde 1981 (e da Zona Euro desde 2001), além de ser membro da Organização do Tratado do Atlântico Norte (OTAN) desde 1952. A economia grega é também a maior dos Balcãs, onde a Grécia é um importante investidor regional.

## Etimologia
Grego é o nome pelo qual os romanos designavam os helenos, habitantes da Hélade que ficou conhecida como Grécia. As formas portuguesa Grécia, castelhana, romena e italiana Grecia, francesa Grèce, inglesa Greece, alemã Griechenland são um eruditismo calcado sobre o latim Græcia.

## História

### Pré-história e primeiras civilizações
A evidência mais antiga da presença de ancestrais humanos no sul dos Bálcãs, datada de 270 000 a.C., pode ser encontrada na caverna Petralona, na Macedônia Central. A caverna Apidima em Mani, no sul da Grécia, contém os restos mais antigos de humanos anatomicamente modernos fora da África, datados de 210 mil anos atrás. Todos os três estágios da Idade da Pedra (Paleolítico, Mesolítico e Neolítico) estão representados na Grécia, por exemplo, na caverna Franchthi. Os assentamentos neolíticos na Grécia, datados do VII milênio a.C., são os mais antigos da Europa, pois a Grécia fica na rota pela qual a agricultura se espalhou do Oriente Próximo para a Europa.
A Grécia abriga as primeiras civilizações avançadas da Europa e é considerada o berço da civilização ocidental, começando com a civilização cicládica nas ilhas do Mar Egeu por volta de 3 200 a.C., a civilização minoica em Creta (3000–1200 a.C.), e depois a civilização micênica no continente (1600–1100 a.C.). Essas civilizações possuíam escrita, os minoicos escrevendo em um alfabeto não decifrado conhecido como Linear A e os micênicos em Linear B, uma forma primitiva do grego. Os micênicos absorveram gradualmente os minoicos, mas entraram em colapso violentamente por volta de 1 200 a.C., junto com outras civilizações, durante o evento regional conhecido como colapso da Idade do Bronze.
Isso deu início a um período conhecido como a Idade das Trevas Grega, da qual os registros escritos estão ausentes. Embora os textos Linear B desenterrados sejam muito fragmentários para a reconstrução do cenário político e não possam apoiar a existência de um Estado maior, registros contemporâneos hititas e egípcios sugerem a presença de um único Estado sob o domínio de um "Grande Rei" baseado na Grécia continental.

### Período arcaico e clássico
O fim da Idade das Trevas Grega é tradicionalmente datado de 776 a.C., o ano dos primeiros Jogos Olímpicos da Antiguidade. Acredita-se que a Ilíada e a Odisseia, os textos fundamentais da literatura ocidental, tenham sido compostos por Homero nos séculos VIII ou VII a.C.. Com o fim da Idade das Trevas, surgiram vários reinos e cidades-Estados em toda a península grega, que se espalharam pelas margens do Mar Negro, sul da Itália (Magna Graecia) e Ásia Menor. Esses Estados e suas colônias alcançaram grandes níveis de prosperidade que resultaram em um boom cultural sem precedentes na Grécia clássica, expresso em arquitetura, teatro, ciência, matemática e filosofia. Em 508 a.C., Clístenes instituiu o primeiro sistema democrático de governo do mundo em Atenas.
Em 500 a.C., o Império Aquemênida (ou Persa) controlava as cidades gregas da Ásia Menor e Macedônia. As tentativas de algumas das cidades-Estados gregas da Ásia Menor de derrubar o domínio persa falharam e a Pérsia invadiu os estados da Grécia continental em 492 a.C., mas foi forçada a se retirar após uma derrota na Batalha de Maratona em 490 a.C.. Em resposta, as cidades-Estados gregas formaram a Liga Helênica em 481 a.C., liderada por Esparta, que foi a primeira união historicamente registrada dos Estados gregos desde a união mítica da Guerra de Troia.
Uma segunda invasão pelos persas aconteceu em 480 a.C.. Após decisivas vitórias gregas em 480 e 479 a.C. em Salamina, Plateias e Mícale, os persas foram forçados a se retirar pela segunda vez, marcando sua eventual retirada de todos os seus territórios europeus. Lideradas por Atenas e Esparta, as vitórias gregas nas Guerras Greco-Persas são consideradas um momento crucial na história do mundo, pois os 50 anos de paz que se seguiram são conhecidos como a Idade de Ouro de Atenas, período seminal de desenvolvimento na Grécia Antiga que lançou muitas das bases da civilização ocidental.
A falta de unidade política na Grécia resultou em conflitos frequentes entre os Estados gregos. A guerra intra-grega mais devastadora foi a Guerra do Peloponeso (431–404 a.C.), vencida por Esparta e que marcou o fim do Império Ateniense como a principal potência na Grécia antiga. Atenas e Esparta foram mais tarde ofuscadas por Tebas e, eventualmente, pela Macedônia, com a última unindo a maioria das cidades-Estados do interior da Grécia na Liga de Corinto (também conhecida como Liga Helênica ou Liga Grega), sob o controle de Filipe II.
Apesar desse desenvolvimento, o mundo grego permaneceu amplamente fragmentado e não estaria unido sob uma única potência até o período romano. Esparta não se juntou à Liga e lutou ativamente contra ela, levantando um exército liderado por Ágis III para garantir as cidades-Estado de Creta para a Pérsia.
Após o assassinato de Filipe II, seu filho Alexandre III ("O Grande") assumiu a liderança da Liga de Corinto e iniciou uma invasão do Império Aquemênida com as forças combinadas da Liga em 334 a.C.. Invicto em batalha, Alexandre havia conquistado o os territórios persas em 330 a.C.. Quando morreu em 323 a.C., havia criado um dos maiores impérios da história, estendendo-se da Grécia à Índia. Após sua morte, seu império se dividiu em vários reinos, sendo os mais famosos o Império Selêucida, o Egito Ptolomaico, o Reino Greco-Bactriano e o Reino Indo-Grego. Muitos gregos migraram para Alexandria, Antioquia, Selêucia e muitas outras novas cidades helenísticas na Ásia e na África.
Embora a unidade política do império de Alexandre não pudesse ser mantida, ela resultou na civilização helenística e espalhou a língua grega e a cultura grega nos territórios conquistados por Alexandre. Considera-se geralmente que a ciência, a tecnologia e a matemática gregas atingiram seu pico durante o período helenístico.

### Período helenístico e romano
Após um período de confusão após a morte de Alexandre, a dinastia antigónida, descendente de um dos generais de Alexandre, estabeleceu seu controle sobre a Macedônia e a maioria das cidades-Estados gregas em 276 a.C.. Por volta de 200 a.C., a República Romana se envolveu cada vez mais nos assuntos gregos e se engajou em uma série de guerras romano-macedônicas. A derrota da Macedônia na Batalha de Pidna, em 168 a.C., sinalizou o fim do poder antigonídeo na Grécia. Em 146 a.C., a Macedônia foi anexada como uma província romana e o restante da Grécia tornou-se um protetorado romano.
O processo foi concluído em 27 a.C., quando o imperador romano Augusto anexou o restante da Grécia e a constituiu como província senatorial da Acaia. Apesar de sua superioridade militar, os romanos admiravam e se tornaram fortemente influenciados pelas realizações da cultura grega, daí a famosa declaração de Horácio: Graecia capta ferum victorem cepit ("A Grécia, embora capturada, levou seu conquistador selvagem em cativeiro"). Os épicos de Homero inspiraram a Eneida de Virgílio, e autores como Sêneca, o jovem, escreveram usando estilos literários gregos. Heróis romanos, como Cipião Africano, tendiam a estudar filosofia e consideravam a cultura e a ciência gregas um exemplo a ser seguido. Da mesma forma, a maioria dos imperadores romanos mantinha uma admiração por coisas de natureza grega. O imperador romano Nero visitou a Grécia em 66 e se apresentou nos Jogos Olímpicos, apesar das regras contra a participação de não gregos.
As comunidades de língua grega do Oriente helenizado foram fundamentais para a disseminação do cristianismo primitivo nos séculos II e III, sendo que os primeiros líderes e escritores do cristianismo (principalmente Paulo de Tarso) eram principalmente de língua grega, embora geralmente não fossem da própria Grécia. O Novo Testamento foi escrito em grego e algumas de suas seções (Coríntios, Tessalonicenses, Filipenses, Apocalipse de João de Patmos) atestam a importância das igrejas na Grécia no início do cristianismo. No entanto, grande parte da Grécia se apegou tenazmente ao paganismo e as práticas religiosas gregas antigas ainda estavam em voga no final do século IV, quando foram proibidas pelo imperador romano Teodósio I em 391–392. Os últimos jogos olímpicos registrados foram realizados em 393 e muitos templos foram destruídos ou danificados no século seguinte. Em Atenas e nas áreas rurais, o paganismo é atestado desde o século VI e até mais tarde. O fechamento da Academia de Atenas, da escola neoplatônica, pelo imperador Justiniano em 529 é considerado por muitos como o fim da antiguidade, embora haja evidências de que a Academia continuou suas atividades por algum tempo depois disso. Algumas áreas remotas, como o sudeste do Peloponeso, permaneceram pagãs até o século X.

### Período bizantino
O Império Romano do Oriente, após a queda do Império Romano do Ocidente no século V, é convencionalmente conhecido como Império Bizantino (mas era simplesmente chamado de "Império Romano" em seu próprio tempo) e durou até 1453. Com sua capital em Constantinopla, sua língua e cultura literária eram gregas e sua religião era predominantemente cristã ortodoxa oriental.
Desde o século IV, os territórios balcânicos do Império, incluindo a Grécia, sofreram o deslocamento de invasões bárbaras. Os ataques e devastação dos godos e hunos nos séculos IV e V e a invasão eslava da Grécia no século VII resultou em um colapso dramático na autoridade imperial na península grega. Após a invasão eslava, o governo imperial manteve o controle formal apenas das ilhas e áreas costeiras, particularmente das cidades amuralhadas densamente povoadas, como Atenas, Corinto e Tessalônica, enquanto algumas áreas montanhosas do interior se sustentavam por conta própria e continuavam a reconhecer os interesses da autoridade imperial. Fora dessas áreas, acredita-se que uma quantidade limitada de assentamentos eslavos tenha surgido, embora em uma escala muito menor do que se pensava anteriormente. No entanto, a visão de que a Grécia na antiguidade tardia passou por uma crise de declínio, fragmentação e despovoamento agora é considerada ultrapassada, pois as cidades gregas mostram um alto grau de continuidade institucional e prosperidade entre os séculos IV e VI (e possivelmente mais tarde também). No início do século VI, a Grécia possuía aproximadamente 80 cidades de acordo com a crônica Sinecdemo' e o período do século IV ao VII é considerado de alta prosperidade, não apenas na Grécia, mas em todo o Mediterrâneo Oriental.
Até o século VIII, quase toda a Grécia moderna estava sob a jurisdição da Santa Sé de Roma, de acordo com o sistema da Pentarquia. O imperador bizantino Leão III moveu a fronteira do Patriarcado de Constantinopla para o oeste e para o norte no século VIII.
A recuperação bizantina de províncias perdidas começou no final do século VIII e a maior parte da península grega ficou sob controle imperial novamente, em etapas, durante o século IX. Esse processo foi facilitado por um grande influxo de gregos da Sicília e da Ásia Menor para a península grega, enquanto ao mesmo tempo muitos eslavos foram capturados e restabelecidos na Ásia Menor e os poucos que restaram foram culturalmente assimilados. Durante os séculos XI e XII, o retorno da estabilidade resultou em um forte crescimento econômico na península grega — muito mais forte do que o dos territórios anatólios do Império.
Após a Quarta Cruzada e a queda de Constantinopla aos "latinos" em 1204, a Grécia dividiu-se entre o Despotado do Epiro (um estado sucessor bizantino) e o domínio do Reino da França (conhecido como "latinocracia"), enquanto algumas ilhas estavam sob controle da República de Veneza. O restabelecimento da capital imperial bizantina em Constantinopla em 1261 foi acompanhado pela recuperação de grande parte da península grega pelo império, embora o Principado da Acaia no Peloponeso e o rival Despotado do Epiro no norte continuassem importantes potências regionais no século XIV, enquanto as ilhas permaneciam em grande parte sob controle genovês e veneziano. Durante a dinastia paleóloga (1261–1453), surgiu uma nova era do patriotismo grego, acompanhada de um retorno à Grécia antiga.
Como tais personalidades proeminentes da época também propuseram mudar o título imperial para "Imperador dos Helenos" e, no final do século XIV, o imperador era frequentemente chamado dessa maneira. Da mesma forma, em vários tratados internacionais da época, o imperador bizantino é denominado "Imperator Graecorum".
No século XIV, grande parte da península grega foi perdida pelo Império Bizantino, primeiro para os sérvios e depois para os otomanos. No início do século XV, o avanço otomano significava que o território bizantino na Grécia estava limitado principalmente à sua maior cidade da época, Tessalônica, e ao Peloponeso (Despotado da Moreia). Após a queda de Constantinopla para os otomanos em 1453, a Moreia foi um dos últimos Estados remanescentes do Império Bizantino a resistir aos turco-otomanos. No entanto, ele também caiu para os otomanos em 1460, completando a conquista otomana da Grécia continental. Com a conquista turca, muitos estudiosos gregos bizantinos, que até então eram os principais responsáveis pela preservação do conhecimento grego clássico, fugiram para o Ocidente, levando consigo um grande corpo de literatura e, assim, contribuindo significativamente para o período do Renascimento.

### Possessões venezianas e domínio otomano
Enquanto a maior parte da Grécia continental e das ilhas do Mar Egeu estava sob controle otomano no final do século XV, Chipre e Creta continuaram sendo território veneziano e só caíram para os otomanos em 1571 e 1670, respectivamente. A única parte do mundo de língua grega que escapou do domínio otomano no longo prazo foram as ilhas Jônicas, que permaneceram venezianas até serem capturadas pela Primeira República Francesa em 1797, depois passaram para o Reino Unido em 1809 até sua unificação com a Grécia em 1864.
Enquanto alguns gregos nas ilhas Jônicas e Constantinopla viviam em prosperidade e, no caso dos fanariotas, alcançaram posições de poder dentro do governo otomano, grande parte da população da Grécia continental sofreu as consequências econômicas da conquista otomana. Impostos foram cobrados e, nos anos posteriores, o Império Otomano decretou uma política de criação de propriedades hereditárias, transformando efetivamente as populações gregas rurais em servos.
A Igreja Ortodoxa Grega e o Patriarcado Ecumênico de Constantinopla foram considerados pelos governos otomanos como autoridades dominantes de toda a população cristã ortodoxa do Império Otomano, etnicamente grega ou não. Embora o Estado otomano não tenha forçado os não muçulmanos a se converterem ao islamismo, os cristãos enfrentaram vários tipos de discriminação que pretendiam destacar seu status "inferior". A discriminação contra os cristãos, principalmente quando combinada com o tratamento severo das autoridades otomanas locais, levou a conversões ao Islã, mesmo que superficialmente. No século XIX, muitos "cripto-cristãos" retornaram à sua antiga lealdade religiosa.
A natureza da administração otomana da Grécia variava, embora fosse invariavelmente arbitrária e muitas vezes dura. Quando eclodiram conflitos militares entre o Império Otomano e outros estados, os gregos usavam armas contra os otomanos, com poucas exceções. Essas revoltas eram reprimidas pelos otomanos com grande derramamento de sangue.
Os séculos XVI e XVII são considerados como uma "idade das trevas" na história grega, com a perspectiva de derrubar o domínio otomano parecendo remota. Corfu resistiu a três cercos principais em 1537, 1571 e 1716, os quais resultaram na repulsa aos otomanos. No entanto, no século XVIII, devido ao seu domínio do transporte marítimo e do comércio, surgiu uma classe rica e dispersa de comerciantes gregos. Esses comerciantes passaram a dominar o comércio dentro do Império Otomano, estabelecendo comunidades em todo o Mediterrâneo, nos Bálcãs e na Europa Ocidental. Embora a conquista otomana tenha separado a Grécia de importantes movimentos intelectuais europeus, como a Reforma e o Iluminismo, essas ideias, juntamente com os ideais da Revolução Francesa e o nacionalismo romântico, começaram a penetrar no mundo grego através da diáspora mercantil. No final do século XVIII, Rigas Feraios, o primeiro revolucionário a visualizar um Estado grego independente, publicou uma série de documentos relacionados à independência grega, incluindo, entre outros, um hino nacional e o primeiro mapa detalhado da Grécia, em Viena. Feraios foi assassinado por agentes otomanos em 1798.

### Período contemporâneo

#### Guerra de independência
No final do século XVIII, um aumento na aprendizagem secular durante o Iluminismo Grego ao ressurgimento entre os gregos da diáspora da noção de uma nação grega que remonta à Grécia antiga, distinta dos outros povos ortodoxos, e tendo direito à autonomia política. Uma das organizações formadas nesse meio intelectual foi a Filiki Eteria, uma organização secreta formada por comerciantes em Odessa em 1814. Apropriando-se de uma longa tradição da profecia messiânica ortodoxa que aspirava à ressurreição do Império Romano do Oriente e criando a impressão de que tinham o apoio do Império Russo, eles conseguiram, em meio a uma crise do comércio otomano a partir de 1815, envolver os estratos tradicionais do mundo ortodoxo grego em sua causa nacionalista liberal. A Filiki Eteria planejava lançar a revolução no Peloponeso, nos Principados do Danúbio e em Constantinopla. A primeira dessas revoltas começou em 6 de março de 1821, nos Principados do Danúbio, sob a liderança de Alexandros Ypsilantis, mas logo foi reprimida pelos otomanos. Os eventos no norte levaram os gregos do Peloponeso a entrar em ação e, em 17 de março de 1821, os maniotas declararam guerra aos otomanos.
No final do mês, o Peloponeso estava em revolta aberta contra os otomanos e em outubro de 1821 os gregos sob liderança de Theodoros Kolokotronis haviam capturado Tripolitsa. A revolta do Peloponeso foi rapidamente seguida por revoltas em Creta, Macedônia e Grécia Central, que logo seriam reprimidas. Enquanto isso, uma marinha grega improvisada estava obtendo sucesso contra a marinha otomana no Mar Egeu e impedia que os reforços otomanos chegassem pelo mar. Em 1822 e 1824, turcos e egípcios devastaram as ilhas, incluindo Quio e Psara, cometendo massacres contra a população. Aproximadamente três quartos da população grega de Quio, de 120 mil habitantes, foram mortos, escravizados ou morreram de doenças. Isto teve o efeito de galvanizar a opinião pública na Europa Ocidental em favor dos rebeldes gregos.
Tensões logo se desenvolveram entre diferentes facções gregas, levando a duas guerras civis consecutivas. Enquanto isso, o sultão otomano negociou com Mehmet Ali, do Egito, que concordou em enviar seu filho Ibraim Paxá para a Grécia com um exército para reprimir a revolta em troca de ganhos territoriais. Ibraim desembarcou no Peloponeso em fevereiro de 1825 e teve sucesso imediato: no final de 1825, a maior parte do Peloponeso estava sob controle egípcio e a cidade de Missolonghi — sitiada pelos turcos desde abril de 1825 — caiu em abril de 1826. Embora Ibraim tenha sido derrotado em Mani, ele conseguiu reprimir a maior parte da revolta no Peloponeso e Atenas foi retomada.
Após anos de negociação, três grandes potências, França, Império Russo e Reino Unido, decidiram intervir no conflito e cada nação enviou uma marinha para a Grécia. Após as notícias de que as frotas otomano-egípcias combinadas iam atacar a ilha grega de Hydra, a frota aliada interceptou a frota otomana-egípcia em Navarino. Um impasse de uma semana terminou com a Batalha de Navarino, que resultou na destruição da frota otomano-egípcia. Uma força expedicionária francesa foi despachada para supervisionar a evacuação do exército egípcio do Peloponeso, enquanto os gregos procederam à parte capturada da Grécia Central em 1828. Como resultado de anos de negociação, o nascente Estado grego foi finalmente reconhecido sob o Protocolo de Londres em 1830.

#### Reino
Em 1827, Ioánnis Kapodístrias, de Corfu, foi escolhido pela Terceira Assembleia Nacional em Trezena como o primeiro governador da Primeira República Helênica. Kapodistrias estabeleceu uma série de instituições estatais, econômicas e militares. Logo surgiram tensões entre ele e os interesses locais. Após seu assassinato em 1831 e a subsequente conferência de Londres, um ano depois, as Grandes Potências de Reino Unido, França e Rússia instalaram o príncipe bávaro Otto von Wittelsbach como monarca. O reinado de Otto foi despótico e, em seus primeiros 11 anos de independência, a Grécia foi governada por uma oligarquia da Baviera liderada por Josef Ludwig von Armansperg como primeiro-ministro e, mais tarde, pelo próprio Otto, que detinha o título de rei e primeiro-ministro. Durante esse período, a Grécia permaneceu sob a influência de suas três grandes potências protetoras, França, Rússia e Reino Unido, além da Baviera.
Apesar do absolutismo do reinado de Otto, os primeiros anos foram fundamentais na criação de instituições que ainda são a base da administração e educação gregas. Medidas importantes foram tomadas na criação do sistema educacional, nas comunicações marítimas e postais, na administração civil eficaz e, mais importante, no código legal. O revisionismo histórico assumiu a forma de "desbizantinificação" e des "desotomanização", em favor da promoção da herança grega antiga do país. Nesse espírito, a capital nacional foi transferida de Náuplia, onde estava desde 1829, para Atenas, que na época era uma vila. Uma reforma religiosa também ocorreu e a Igreja da Grécia foi estabelecida como igreja nacional do país, embora Otto permanecesse católico. 25 de março, o dia da Anunciação, foi escolhido como o aniversário da Guerra da Independência Grega, a fim de reforçar o vínculo entre a identidade nacional grega e a Ortodoxia. Pavlos Karolidis chamou os esforços da Baviera para criar um Estado moderno na Grécia como "não apenas apropriado para as necessidades das pessoas, mas também baseado em excelentes princípios administrativos da época".
Otto foi deposto na Revolução de 23 de outubro de 1862. Várias causas levaram ao seu depoimento e exílio, incluindo o governo dominado pela Baviera, impostos pesados e uma tentativa fracassada de anexar Creta a partir do Império Otomano. O catalisador da revolta foi a demissão de Konstantínos Kanáris por Otto. Um ano depois, ele foi substituído pelo príncipe Guilherme da Dinamarca, que levou o nome de Jorge I e trouxe consigo as ilhas Jônicas como um presente de coroação da Grã-Bretanha. Uma nova Constituição em 1864 mudou a forma de governo da Grécia da monarquia constitucional para a república coroada mais democrática. Em 1875, o conceito de maioria parlamentar como requisito para a formação de um governo foi introduzido por Charilaos Trikoupis, restringindo o poder da monarquia de nomear governos minoritários de sua preferência. No final do século XIX, os gregos continuaram a batalha contra os turcos para continuar liberando territórios anteriormente ocupados, como Tessália e Epiro. Durante as Guerras dos Balcãs, a Grécia conseguiu também recuperar a Trácia e a Macedônia.

#### Primeira Guerra Mundial
Em meio à insatisfação geral com a aparente inércia e inatingibilidade das aspirações nacionais sob a liderança do cauteloso reformista Geórgios Theotókis, um grupo de oficiais militares organizou um golpe em agosto de 1909 e logo depois chamou a Atenas o político cretense Eleftherios Venizelos, que transmitia uma visão da regeneração nacional. Depois de vencer duas eleições e se tornar primeiro-ministro em 1910, Venizelos iniciou amplas reformas fiscais, sociais e constitucionais, reorganizou as forças armadas, fez da Grécia um membro da Liga Balcânica e liderou o país durante as Guerras dos Balcãs. Em 1913, o território e a população da Grécia quase dobraram, anexando Creta, Epiro e Macedônia. Nos anos seguintes, a luta entre o rei Constantino I e o carismático Venizelos sobre a política externa do país nas vésperas da Primeira Guerra Mundial dominou a cena política do país e dividiu o país em dois grupos opostos. Durante partes da Primeira Guerra Mundial, a Grécia tinha dois governos: um pró-alemão monarquista em Atenas e um pró-Entente venizelista em Tessalônica. Os dois governos foram unidos em 1917, quando a Grécia entrou oficialmente na guerra ao lado da Entente.
Após a Primeira Guerra Mundial, a Grécia tentou uma expansão adicional na Ásia Menor, uma região com uma grande população grega nativa na época, mas foi derrotada na Guerra Greco-Turca de 1919–1922, contribuindo para uma fuga maciça de gregos da Ásia Menor. Esses eventos se sobrepuseram, com ambos ocorrendo durante o genocídio grego (1914–1922), um período durante o qual, segundo várias fontes, oficiais otomanos e turcos contribuíram para a morte de várias centenas de milhares de gregos na Ásia Menor, juntamente com um número semelhante de assírios e um número bastante maior de armênios. O êxodo grego resultante da Ásia Menor foi tornado permanente e ampliado em uma troca oficial de população entre a Grécia e a Turquia. A troca fazia parte dos termos do Tratado de Lausanne, que encerrou a guerra.
A era seguinte foi marcada pela instabilidade, pois mais de 1,5 milhão de refugiados gregos expulsos da Turquia tiveram que ser integrados à sociedade grega. Gregos capadócios, gregos pônticos e gregos de Antioquia também estavam sujeitos à troca populacional. Alguns dos refugiados não sabiam falar o idioma dos gregos do continente. Os refugiados também fizeram um aumento dramático da população no pós-guerra, pois o número de refugiados era mais de um quarto da população anterior da Grécia.
Após os eventos catastróficos na Ásia Menor, a monarquia foi abolida por meio de um referendo em 1924 e a Segunda República Helênica foi declarada. Em 1935, um general monarca que virou político Georgios Kondylis tomou o poder após um golpe de Estado e aboliu a república, realizando um referendo fraudulento, após o qual o rei Jorge II retornou à Grécia e foi restaurado ao trono.

#### Segunda Guerra Mundial e guerra civil

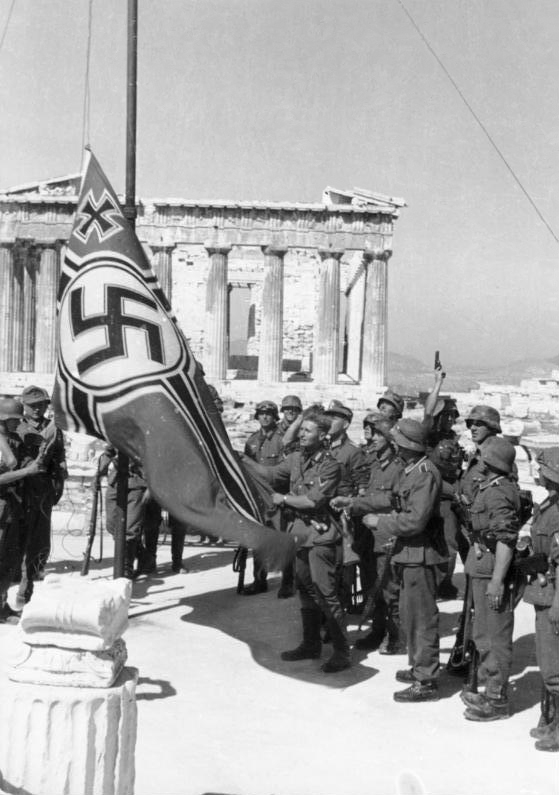
Soldados alemães erguendo a bandeira de guerra nazista sobre a Acrópole em 1941. Ela seria derrubada por Manolis Glezos e Apostolos Santas em um dos primeiros atos de resistência grega

Em 1936, seguiu-se um acordo entre o primeiro-ministro Ioannis Metaxas e o chefe de estado Jorge II, que instalou Metaxas como chefe de um regime ditatorial conhecido como Regime de 4 de Agosto, inaugurando um período de regime autoritário que duraria, com pausas curtas, até 1974.
Em 28 de outubro de 1940, a Itália fascista exigiu a rendição da Grécia, mas o governo grego recusou e, na Guerra Greco-Italiana seguinte, a Grécia repeliu as forças italianas na Albânia, dando aos Aliados sua primeira vitória sobre as forças do Eixo em terra. A luta e a vitória gregas contra os italianos receberam elogios exuberantes na época. A mais proeminente é a citação atribuída a Winston Churchill: "Portanto, não diremos que os gregos lutam como heróis, mas diremos que os heróis lutam como gregos". O general francês Charles de Gaulle estava entre os que elogiaram a ferocidade e a resistência do povo grego. Em um comunicado oficial divulgado para coincidir com a celebração nacional grega do Dia da Independência, De Gaulle expressou sua admiração pela resistência grega:
Em nome do povo francês capturado, mas ainda vivo, a França quer enviar suas saudações ao povo grego que está lutando por sua liberdade. O 25 de março de 1941 encontra a Grécia no auge de sua luta heróica e no topo de sua glória. Desde a Batalha de Salamina, a Grécia não alcançou a grandeza e a glória que hoje detém.
O país acabaria por despachar urgentemente as forças nazistas durante a Batalha da Grécia, apesar da forte resistência grega, particularmente na Batalha da Linha Metaxas. O próprio Adolf Hitler reconheceu a bravura e a coragem do exército grego, afirmando em seu discurso ao Reichstag em 11 de dezembro de 1941, que: "A justiça histórica me obriga a declarar que dos inimigos que assumiram posições contra nós, o soldado grego em particular lutou com a mais alta coragem. Ele capitulou apenas quando a resistência se tornou impossível e inútil".

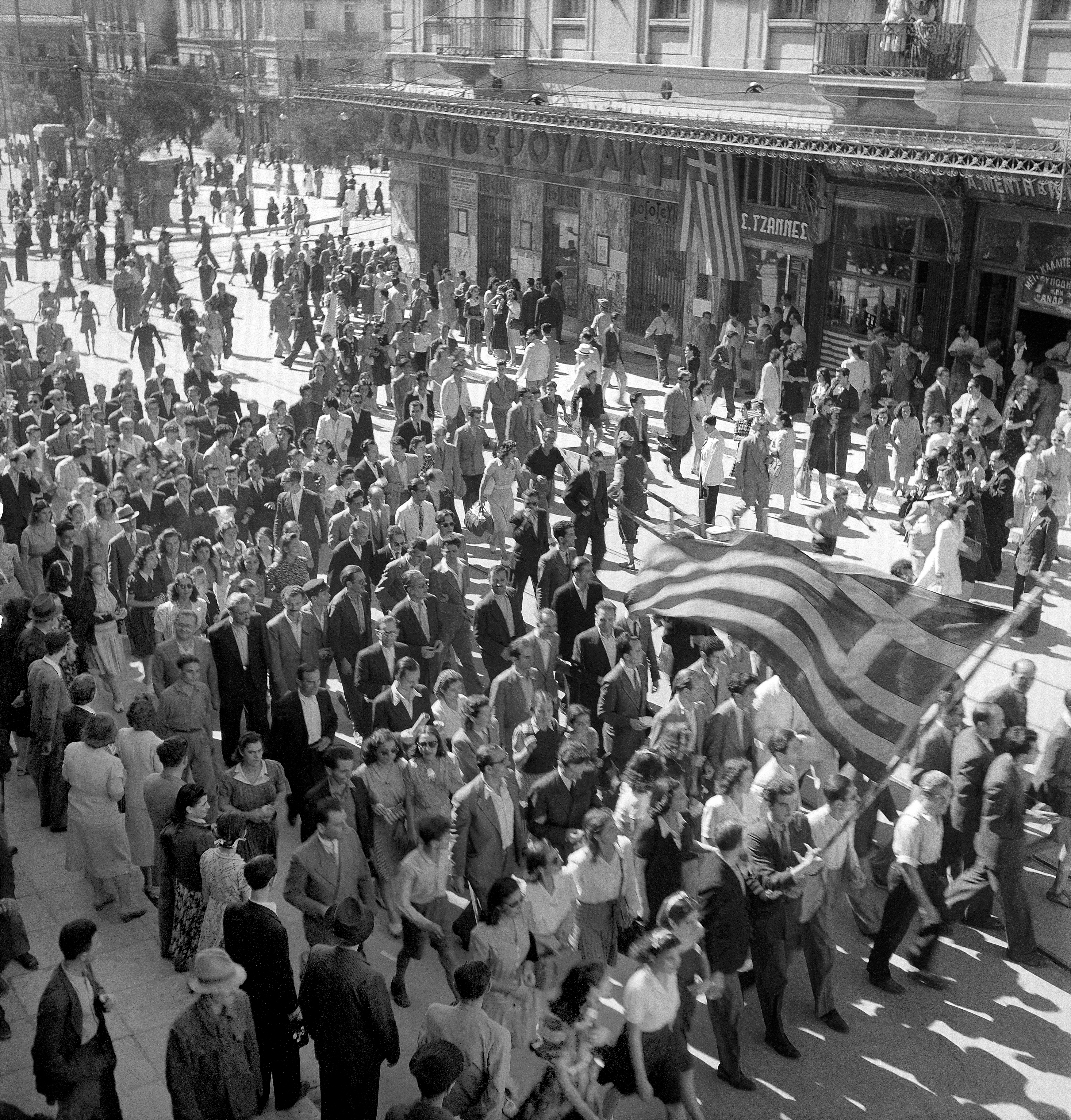
Povo de Atenas comemora a libertação das potências do Eixo, em outubro de 1944. A Grécia do pós-guerra logo experimentaria uma guerra civil e uma polarização política

Os nazistas passaram a administrar Atenas e Tessalônica, enquanto outras regiões do país foram entregues aos parceiros da Alemanha nazista, como a Itália fascista e Bulgária. A Ocupação da Grécia pelas potências do Eixo trouxe terríveis dificuldades para a população civil grega. Mais de 100 mil civis morreram de fome durante o inverno de 1941–1942, dezenas de milhares morreram por causa de represálias de nazistas e colaboradores, a economia do país foi arruinada e a grande maioria dos judeus gregos (dezenas de milhares) foram deportados e assassinados em campos de concentração nazistas. A resistência grega, um dos movimentos de resistência mais eficazes da Europa, lutou veementemente contra os nazistas e seus colaboradores. Os ocupantes alemães cometeram inúmeras atrocidades, execuções em massa, massacres de civis e destruição de cidades e vilarejos em represália. No curso da campanha antiguerrilha, centenas de aldeias foram sistematicamente incendiadas e quase um milhão de gregos ficaram desabrigados. No total, os alemães executaram cerca de 21 mil gregos, os búlgaros 40 mil e os italianos 9 mil gregos.
Após a libertação e a vitória dos Aliados sobre o Eixo, a Grécia anexou as ilhas do Dodecaneso da Itália e recuperou a Trácia Ocidental da Bulgária. O país quase imediatamente mergulhou em uma sangrenta guerra civil entre forças comunistas e o governo grego anticomunista, que durou até 1949 com a vitória da última. O conflito, considerado uma das primeiras lutas da Guerra Fria, resultou em mais devastação econômica, deslocamento da população em massa e severa polarização política pelos próximos trinta anos da história do país.
Embora as décadas do pós-guerra tenham sido caracterizadas por conflitos sociais e pela marginalização generalizada da esquerda nas esferas política e social, a Grécia, no entanto, experimentou um rápido crescimento e recuperação econômica, impulsionados em parte pelo Plano Marshall, administrado pelos Estados Unidos.

#### Regime militar e terceira república

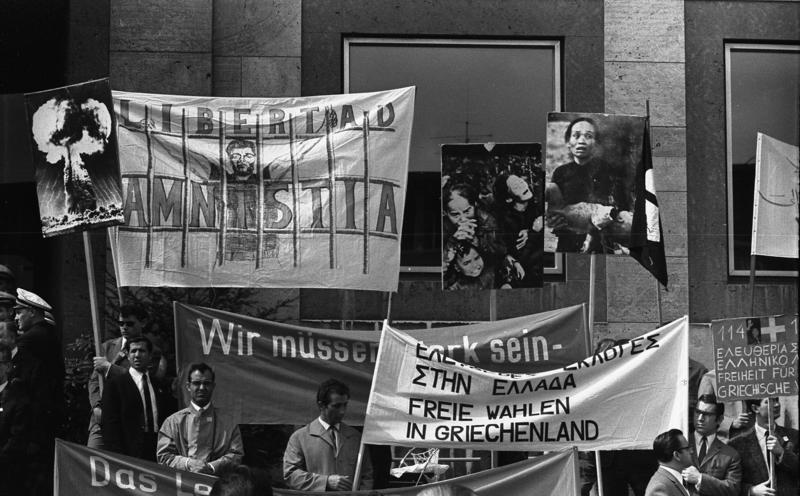
Protesto contra a ditadura dos coronéis em 1967

A demissão do governo centrista de George Papandreou pelo rei Constantino II em julho de 1965 provocou um período prolongado de turbulência política, que culminou em um golpe de Estado em 21 de abril de 1967 pelo regime dos coronéis. Sob a junta, os direitos civis foram suspensos, a repressão política foi intensificada e os abusos dos direitos humanos, incluindo tortura sancionada pelo Estado, eram galopantes. A brutal repressão da revolta da Politécnica de Atenas em 17 de novembro de 1973 desencadeou os eventos que causaram a queda do regime de Papadopoulos, resultando em um contragolpe que derrubou Georgios Papadopoulos e estabeleceu o brigadeiro Dimitrios Ioannidis como o novo homem forte da junta. Em 20 de julho de 1974, a Turquia invadiu a ilha de Chipre em resposta a um golpe cipriota apoiado pela Grécia, desencadeando uma crise política na Grécia que levou ao colapso do regime e à restauração da democracia por meio de Metapolitefsi.
O ex-primeiro-ministro Konstantinos Karamanlis foi convidado a voltar de Paris, onde viveu no exílio desde 1963, marcando o início da era Metapolitefsi. As primeiras eleições multipartidárias desde 1964 foram realizadas no primeiro aniversário da revolta politécnica. Uma constituição democrática e republicana foi promulgada em 11 de junho de 1975, após um referendo que decidiu não restaurar a monarquia.

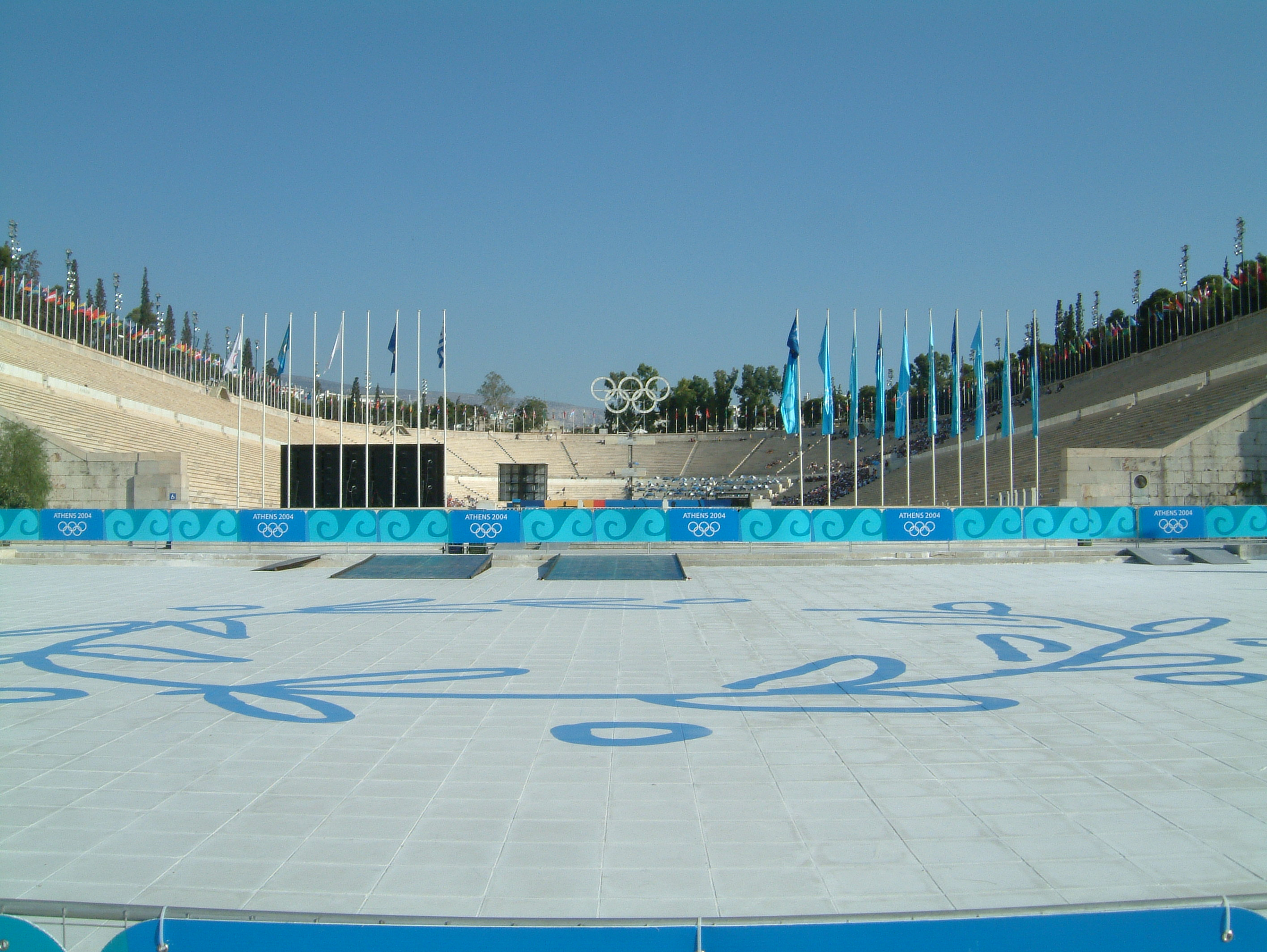
Estádio Panatenaico, construído para os Jogos Olímpicos de 1896 durantes as Olimpíadas de 2004

Enquanto isso, Andreas Papandreou, filho de George Papandreou, fundou o Movimento Socialista Pan-helênico (PASOK) em resposta ao partido conservador da Nova Democracia de Karamanlis, com as duas formações políticas dominando o governo nas próximas quatro décadas. A Grécia voltou à OTAN em 1980 e tornou-se o décimo membro das Comunidades Europeias (posteriormente subsumida pela União Europeia) em 1 de janeiro de 1981, dando início a um período de crescimento sustentado. Investimentos ampliados em empresas industriais e infraestrutura pesada, bem como fundos da União Europeia e receitas crescentes do turismo, transporte marítimo e um setor de serviços em rápido crescimento elevaram o padrão de vida do país a níveis sem precedentes. As relações tradicionalmente tensas com a vizinha Turquia melhoraram quando terremotos sucessivos atingiram os dois países em 1999, levando ao levantamento do veto grego contra a tentativa da Turquia de ingressar na UE.
O país adotou o euro em 2001 e sediou com sucesso os Jogos Olímpicos de Verão de 2004 em Atenas. Mais recentemente, a Grécia sofreu muito com a recessão do final dos anos 2000 e tem sido central na crise da dívida pública da Zona Euro. Devido à adoção do euro, quando a Grécia passou por uma crise financeira, não conseguiu mais desvalorizar sua moeda para recuperar a competitividade. O desemprego juvenil foi especialmente alto durante os anos 2000.

## Geografia

Imagem de satélite do território grego

Localizada no sul da Europa e sudeste da Europa, a Grécia consiste em um continente peninsular montanhoso que se projeta para o mar no extremo sul dos Balcãs, terminando na península do Peloponeso (separada do continente pelo canal do istmo de Corinto) e estrategicamente localizada na encruzilhada entre Europa, Ásia e África. Devido ao seu litoral altamente recortado e às numerosas ilhas, a Grécia possui o 11º litoral mais extenso do mundo, com 13 676 km; suas fronteiras terrestres medem 1 160 km. O país fica aproximadamente entre latitudes 34° e 42° N e longitudes 19° e 30° E, com os pontos extremos sendo: a aldeia Ormenio; a ilha dos Gavdos; a ilha Strongyli (Kastelorizo, Megisti) e a ilha Othonoi.
Oitenta por cento da Grécia consiste em montanhas ou colinas, tornando o país um dos mais montanhosos da Europa. O Monte Olimpo, a morada mítica dos deuses gregos, culmina no pico de Mytikas, 2 918 m, o mais alto do país. A Grécia Ocidental contém vários lagos e pântanos e é dominada pelos Montes Pindo, uma continuação dos Alpes Dináricos, que prossegue através do Peloponeso central, cruza as ilhas de Kythera e Antikythera e encontra o caminho para o sudoeste do mar Egeu, na ilha de Creta, onde termina. As ilhas do Egeu são picos de montanhas subaquáticas que antes constituíam uma extensão do continente. O Pindo é caracterizado por seus picos altos e íngremes, muitas vezes dissecados por inúmeros desfiladeiros e uma variedade de outras paisagens cársticas. O espetacular desfiladeiro de Vikos, parte do Parque Nacional Vikos-Aoos na cordilheira de Pindo, é listado pelo livro Guinness World Records como o desfiladeiro mais profundo do mundo.

### Ilhas

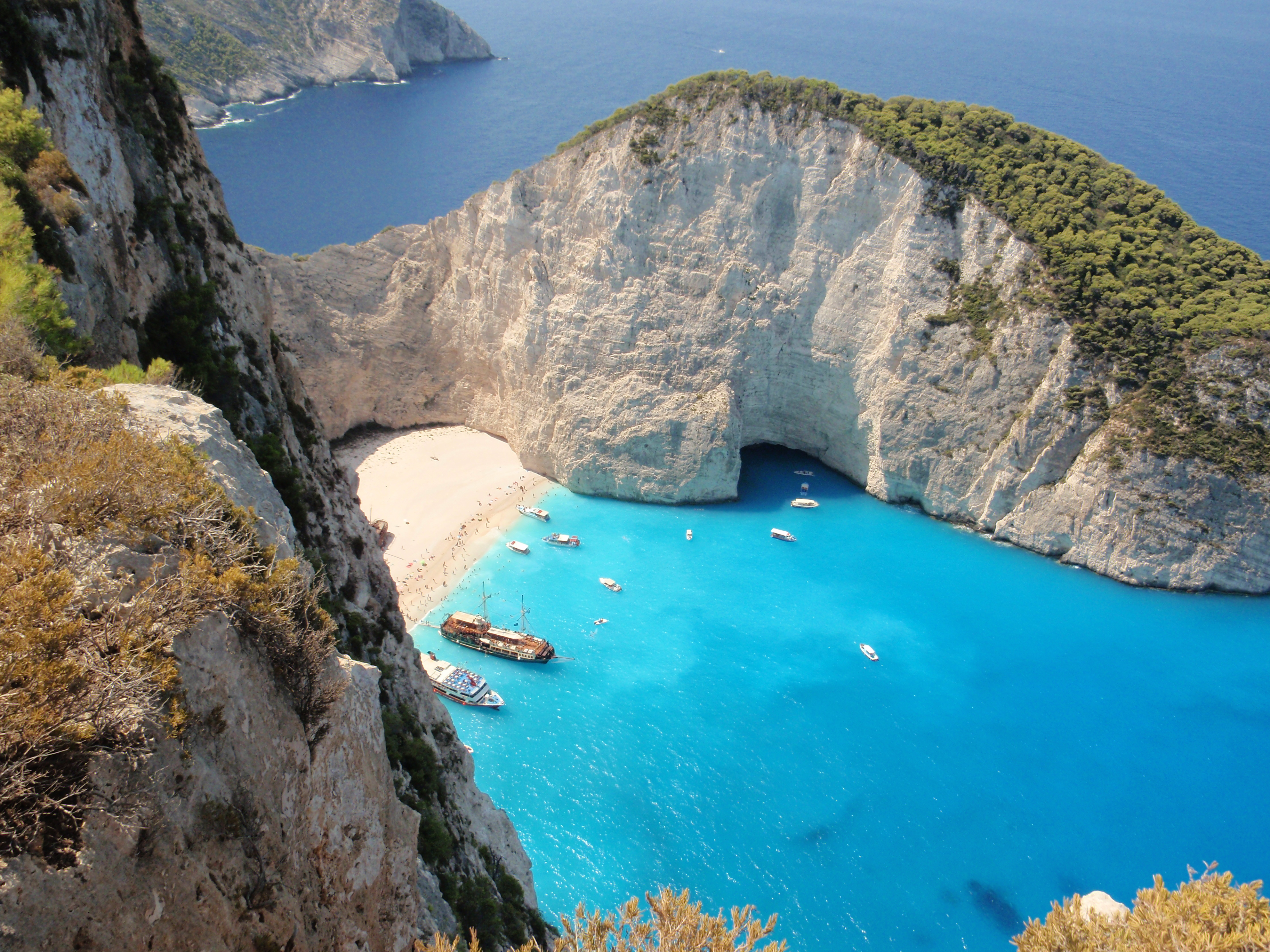
Praia Navagio, na ilha de Zacinto

A Grécia possui um vasto número de ilhas — entre 1 200 e 6 mil, dependendo da definição, 227 das quais são habitadas — e é considerado um país transcontinental não contíguo. Creta é a ilha maior e mais populosa; Eubéia, separada do continente pelo estreito de Euripo, com 60 m de largura, é a segunda maior, seguida por Lesbos e Rodes.
As ilhas gregas são tradicionalmente agrupadas nos seguintes aglomerados: as ilhas Argo-Sarônicas, no golfo de Sarônica, perto de Atenas, as Cíclades, uma coleção grande mas densa que ocupa a parte central do Mar Egeu, as ilhas Egeias do Norte, um agrupamento solto do costa oeste da Turquia, o Dodecaneso, outra coleção solta no sudeste entre Creta e Turquia, as Espórades, um pequeno grupo na costa nordeste da Eubéia, e as ilhas Jônicas, localizadas a oeste do continente no Mar Jônico.

### Clima

Grécia segundo a classificação de Köppen

O clima da Grécia pode ser classificado em três tipos (mediterrânico, a alpino e o temperado) que influenciam regiões bem definidas do seu território. A cadeia de montanhas de Pindo afeta fortemente o clima do país, tornando o lado ocidental dela (áreas propensas a ventos do sul), em média, mais úmidas do que as áreas situadas a leste da mesma (sotavento das montanhas). O tipo de clima mediterrâneo apresenta invernos suaves e úmidos e verões quentes e secos. As regiões das Cíclades, Dodecaneso e Creta, no Peloponeso Oriental e partes da Grécia Central, são as regiões mais afetadas por este tipo de clima. Temperaturas raramente atingem valores extremos ao longo das costas, embora, como a Grécia é um país altamente montanhoso, nevascas ocorram com frequência no inverno. Às vezes neva mesmo nas Cíclades ou no Dodecaneso.
O clima alpino é dominante, principalmente nas áreas montanhosas do noroeste da Grécia (partes do Epiro, na Grécia central, Tessália, Macedônia Ocidental), bem como na parte central do Peloponeso, incluindo partes das prefeituras da Acaia, Arcádia e Lacônia, onde a cadeia de montanhas do Pindo passa. Finalmente, o clima temperado afeta a Macedônia Central e a Macedônia Oriental e Trácia, que apresentam invernos frios e húmidos e verões quentes e secos com tempestades frequentes. Atenas está localizada em uma área de transição que caracteriza os climas mediterrânico e temperado. Os subúrbios ao norte da cidade são dominados pelo clima temperado, enquanto o centro da cidade e os subúrbios ao sul desfrutam de um clima mediterrânico típico.
- Geografia da Grécia
- Monte Kyllini, na Coríntia.
- Monte Olimpo, na Tessália.
- Parque Nacional Vikos–Aoös, em Epiro.
- Garganta de Samariá, na ilha de Creta.
- Cordilheira Taigeto, no Peloponeso.

## Demografia

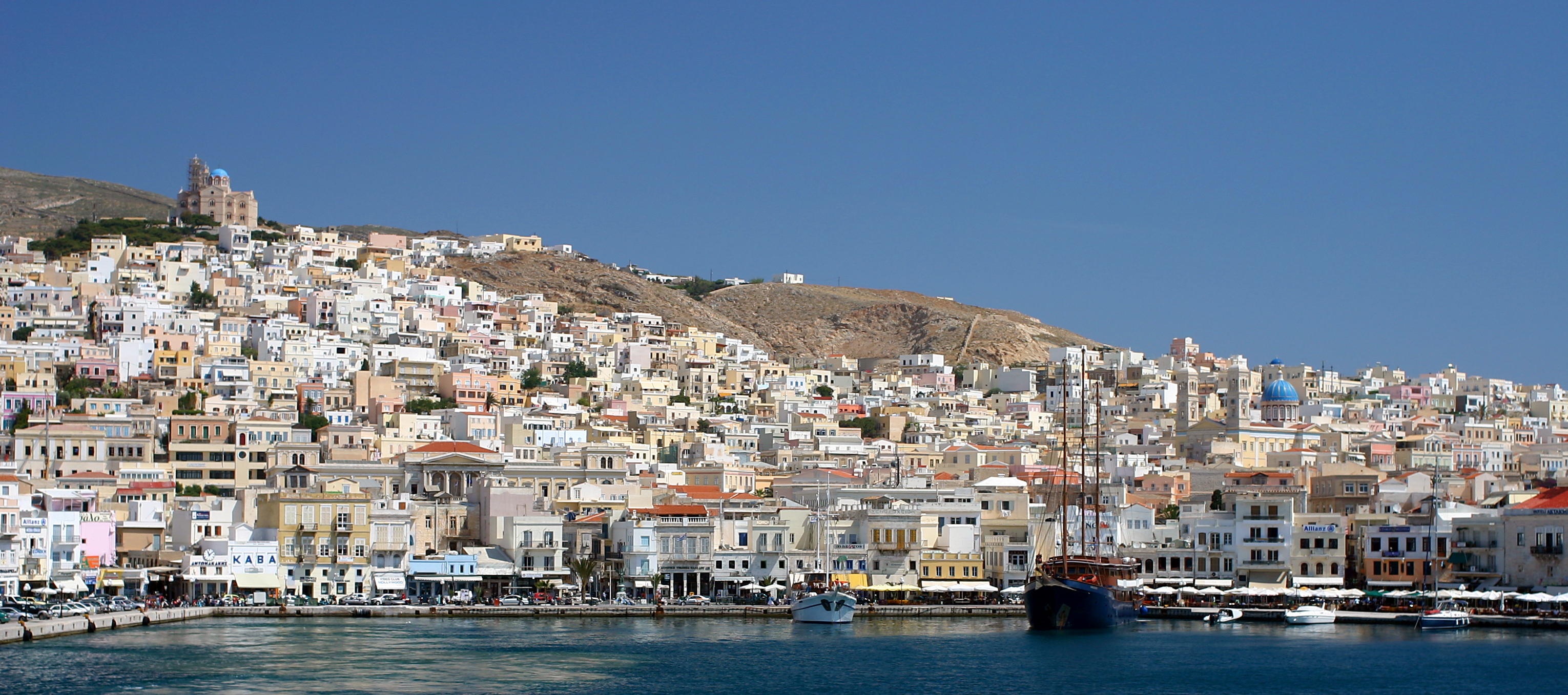
Hermópolis, capital da ilha de Siro e das Cíclades

O órgão de estatística oficial da Grécia é o Instituto Nacional de Estatística da Grécia (INEG). De acordo com o INEG, a população total da Grécia em 2017 era de 10 816 286. Esse número é dividido em 5 427 682 homens e 5 536 338 mulheres. Como as estatísticas de 1971, 1981 e 2001 demonstram, a população grega sofreu envelhecimento ao longo de décadas.
A taxa de natalidade em 2003 situou-se em 9,5‰ (14,5‰ em 1981). Ao mesmo tempo, a taxa de mortalidade aumentou ligeiramente, de 8,9‰ em 1981 para 9,6‰ em 2003. Em 2001, 16,71% da população tinha 65 anos ou mais, 68,12% entre as idades de 15 e 64 anos, e 15,18% tinham 14 anos ou menos. A sociedade grega também mudou rapidamente com o passar do tempo. As taxas de casamento continuavam a cair de quase 71 em 1981 até 2002, para 51 em 2004. As taxas de divórcio, por outro lado, têm aumentado — de 191,2‰ casamentos em 1991, para 239,5‰ casamentos em 2004.

### Migração

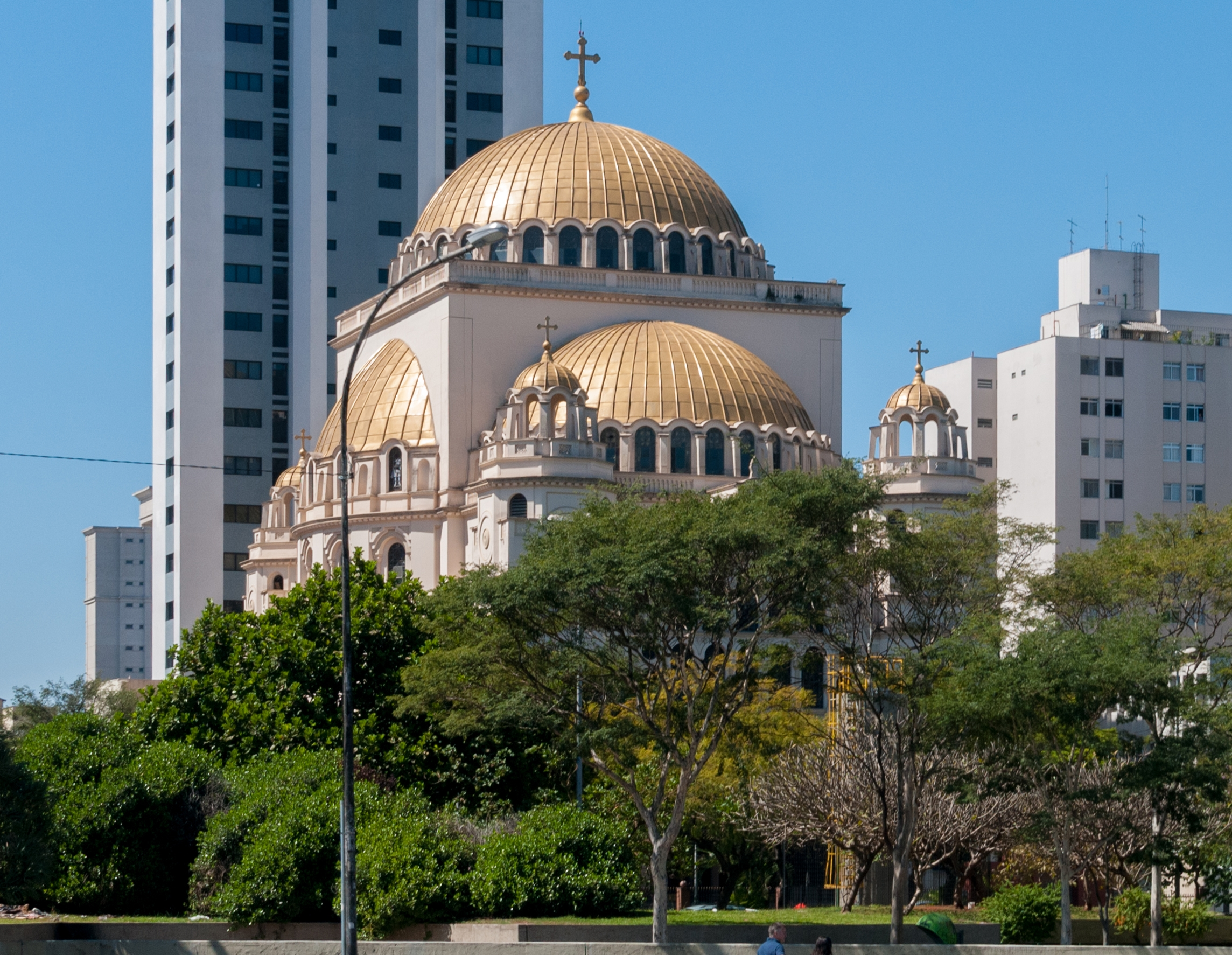
Catedral Metropolitana Ortodoxa da Igreja Ortodoxa Grega de Antioquia em São Paulo, Brasil

Ao longo do século XX, milhões de gregos migraram para Estados Unidos, Reino Unido, Austrália, Canadá e Alemanha, criando uma grande diáspora grega. A migração líquida começou a mostrar números positivos a partir da década de 1970, mas até o início da década de 1990, o principal influxo foi o retorno de migrantes gregos ou de gregos pônticos e outros de países como Rússia, Geórgia, Turquia, República Tcheca e outros lugares do antigo bloco soviético.
Um estudo do Observatório das Migrações do Mediterrâneo sustenta que o censo de 2001 registrou 762 191 pessoas residentes na Grécia sem cidadania grega, o que constitui cerca de 7% da população total. Dos não cidadãos residentes, 48 560 eram cidadãos da União Europeia ou da Associação Europeia de Comércio Livre e 17 426 eram cipriotas com status privilegiado. A maioria vem dos países da Europa de Leste: Albânia (56%), Bulgária (5%) e Romênia (3%), enquanto os migrantes da antiga União Soviética (Geórgia, Rússia, Ucrânia, Moldávia etc.) representam 10% da população. total. Alguns dos imigrantes da Albânia são da minoria grega albanesa, centrada na região do Epiro Setentrional.
O censo de 2011 registrou 9 903 268 cidadãos gregos (91,56%), 480 824 cidadãos albaneses (4,44%), 75 915 cidadãos búlgaros (0,7%), 46 523 cidadãos romenos (0,43%), 34 177 cidadãos paquistaneses (0, 32%), 27 400 cidadãos georgianos (0,25%) e 247 090 pessoas tinham outra cidadania ou não identificada (2,3%). Cerca de 189 mil pessoas da população total de cidadãos albaneses foram relatadas em 2008 como gregos étnicos do sul da Albânia, na região histórica do Epiro do Norte.
O maior agrupamento de população imigrante não pertencente à UE são os grandes centros urbanos, especialmente o município de Atenas, com 132 mil imigrantes que representam 17% da população local e, em seguida, Tessalônica, com 27 000 imigrantes atingindo 7% da população local. Há também um número considerável de co-etnias provenientes das comunidades gregas da Albânia e da antiga União Soviética.
A Grécia, juntamente com Itália e Espanha, é um importante ponto de entrada para imigrantes ilegais que tentam entrar na União Europeia. Os imigrantes ilegais que entram na Grécia geralmente o fazem da fronteira com a Turquia, no rio Evros e das ilhas do leste do mar Egeu, em frente à Turquia (principalmente Lesbos, Quio, Cós e Samos). Em 2012, a maioria dos imigrantes ilegais que entraram na Grécia vinham do Afeganistão, seguidos por paquistaneses e bengaleses.
Em 2015, a chegada de refugiados por via marítima aumentou dramaticamente principalmente devido à Guerra Civil Síria. Houve 856.723 chegadas por via marítima na Grécia, um aumento de quase cinco vezes em relação ao mesmo período de 2014, dos quais os sírios representam quase 45%. A maioria dos refugiados e migrantes usa a Grécia como país de trânsito, enquanto seus destinos pretendidos são as nações do norte da Europa, como Áustria, Alemanha e Suécia.

### Religião
Religião na Grécia (2017)
A Constituição grega reconhece a Ortodoxia como a fé "predominante" do país, garantindo a liberdade religiosa para todos. O governo grego não mantém estatísticas sobre grupos religiosos e os censos não pedem afiliação religiosa. Segundo o Departamento de Estado dos Estados Unidos, estima-se que 97% dos cidadãos gregos se identificam como ortodoxos orientais, pertencentes à Igreja Ortodoxa Grega, que usa o rito bizantino e a língua grega, a língua original do Novo Testamento. A administração do território grego é compartilhada entre a Igreja da Grécia e o Patriarcado de Constantinopla.
Numa pesquisa de 2010 do Eurostat-Eurobarometer, 79% dos cidadãos gregos responderam que "acreditam que Deus existe". Segundo outras fontes, 15,8% dos gregos se descrevem como "muito religiosos", o mais alto entre todos os países europeus. A pesquisa também descobriu que apenas 3,5% nunca frequenta uma igreja, em comparação com 4,9% na Polônia e 59,1% na República Tcheca.
As estimativas da minoria muçulmana grega reconhecida, localizada principalmente na Trácia, variam em torno de 100 000, (cerca de 1% da população). Alguns dos imigrantes albaneses na Grécia vêm de uma origem nominalmente muçulmana, embora a maioria seja de orientação secular. Após a Guerra Greco-Turca de 1919–1922 e o Tratado de Lausana de 1923, a Grécia e a Turquia concordaram em transferir a população com base na identidade cultural e religiosa. Cerca de 500 000 muçulmanos da Grécia, predominantemente definidos como turcos, mas também muçulmanos gregos como os vallahades do oeste da Macedônia, foram trocados com aproximadamente 1,5 milhão de gregos da Turquia. No entanto, muitos refugiados que se estabeleceram em antigas aldeias otomanas muçulmanas na Macedônia Central e foram definidos como gregos cristãos ortodoxos do Cáucaso chegaram da antiga província russa da Transcaucásia do oblast de Carse, depois de terem sido retrocedidos para a Turquia antes do intercâmbio oficial da população.
O judaísmo está presente na Grécia há mais de 2 000 anos. A antiga comunidade de judeus gregos é chamada de romaniotas, enquanto os judeus sefarditas já foram uma comunidade de destaque na cidade de Tessalônica, com cerca de 80 000, ou mais da metade da população, em 1900. No entanto, após a ocupação alemã da Grécia e do Holocausto durante a Segunda Guerra Mundial, estima-se um número em torno de 5 500 pessoas.

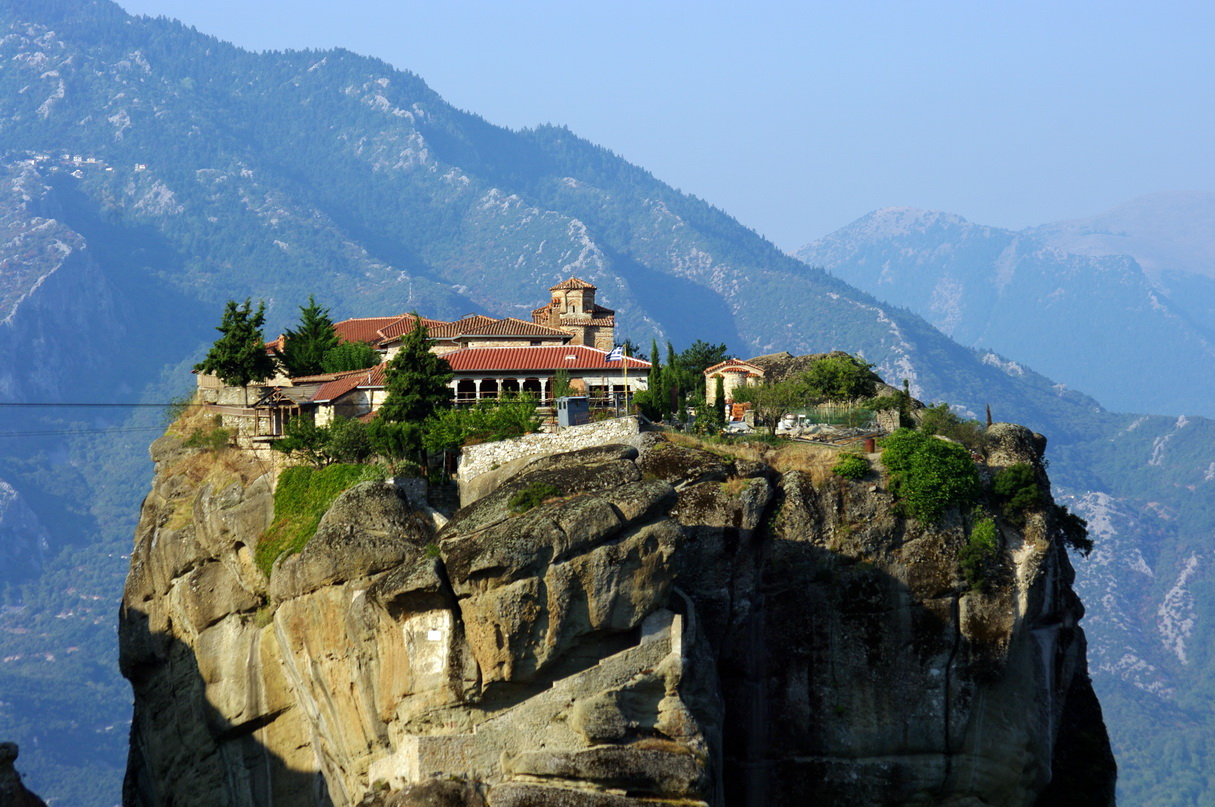
Mosteiro da Santíssima Trindade, em Meteora, no norte do país

A comunidade católica romana é estimada em cerca de 250 000, dos quais 50 000 são cidadãos gregos. A sua comunidade é nominalmente separada da menor Igreja Católica Bizantina Grega, que reconhece a primazia do papa, mas mantém a liturgia do rito bizantino. Os antigos calendárioistas representam 500 000 seguidores.
Os protestantes, incluindo a Igreja Evangélica Grega e as Igrejas Evangélicas Livres, têm cerca de 30 000 seguidores. Outras minorias cristãs, como Assembleias de Deus, Igreja Internacional do Evangelho Quadrangular e várias igrejas pentecostais do Sínodo Grego da Igreja Apostólica totalizam cerca de 12 000 membros. A Igreja Apostólica Livre Independente de Pentecostes é a maior denominação protestante na Grécia, com 120 igrejas. Não há estatísticas oficiais sobre a Igreja Apostólica Livre de Pentecostes, mas a Igreja Ortodoxa estima os seguidores em 20 000. As Testemunhas de Jeová relatam ter 28 874 membros ativos no país.
Desde 2017, o politeísmo helênico, ou helenismo, é legalmente reconhecido como uma religião praticada ativamente na Grécia, com estimativas de 2 000 praticantes ativos e mais 100 000 "simpatizantes". O helenismo se refere a vários movimentos religiosos que continuam, revivem ou reconstroem as práticas religiosas gregas antigas.

### Línguas

Mapa das minorias linguísticas

A primeira evidência textual da língua grega antiga remonta ao século XV a.C. e à escrita Linear B, associada à civilização micênica. O grego era uma língua franca amplamente falada no mundo mediterrâneo e além durante a Antiguidade Clássica, e acabaria se tornando a linguagem oficial do Império Bizantino. Durante os séculos XIX e XX, houve uma grande disputa conhecida como a questão da língua grega, sobre se a língua oficial da Grécia deveria ser o arcaico katharevousa, criado no século XIX e usado como língua estadual e acadêmica, ou o dimotiki, a forma da língua grega que evoluiu naturalmente do grego bizantino e era a língua do povo. A disputa foi finalmente resolvida em 1976, quando o dimotiki se tornou a única variação oficial da língua grega, e o katharevousa caiu em desuso.:118
Hoje, a Grécia é relativamente homogênea em termos linguísticos, com uma grande maioria da população nativa usando o grego como sua primeira ou única língua. Entre a população de língua grega, os falantes do distinto dialeto pôntico vieram para a Grécia a partir da Ásia Menor após o genocídio grego e constituem um grupo considerável. O dialeto da Capadócia chegou à Grécia também devido ao genocídio, mas está em perigo e pouco se fala agora. Os dialetos gregos indígenas incluem o grego arcaico falado pelos sarakatsani, pastores da Macedônia Grega e outras partes do norte da Grécia. A língua tsaconiana, uma língua grega distinta derivada do grego dórico em vez do grego koiné, ainda é falada em algumas aldeias do sudeste do Peloponeso.
A minoria muçulmana na Trácia, que corresponde a aproximadamente 0,95% da população total, é formada por falantes de turco, búlgaro (pomaks) e romani. O romani também é falado pelos ciganos cristãos em outras partes do país. Outras línguas minoritárias têm sido tradicionalmente faladas por grupos regionais da população em várias partes do país. Seu uso diminuiu radicalmente no decorrer do século XX, por meio da assimilação com a maioria de língua grega. Hoje elas são mantidas apenas pelas gerações mais velhas e estão à beira da extinção. Isso vale para os arvanitas, um grupo de língua albanesa localizado principalmente nas áreas rurais ao redor da capital Atenas, e para os arromenos e moglenitas, também conhecidos como vlachs, cuja língua está intimamente relacionada ao romeno e que costumava viver espalhada por várias áreas da Grécia central montanhosa. Os membros desses grupos se identificam etnicamente como gregos. Perto das fronteiras gregas do norte, também existem alguns grupos de língua eslava, conhecidos localmente como de língua eslavo-macedônia, cuja maioria dos membros se identifica etnicamente como gregos. Estima-se que, após as trocas populacionais de 1923, a Macedônia tenha 200 mil a 400 mil falantes de eslavos.

### Cidades mais populosas
Quase dois terços do povo grego vive em áreas urbanas. Os maiores e mais influentes centros metropolitanos da Grécia são Atenas e Tessalônica — que são comumente referidas em grego como "συμπρωτεύουσα" (literalmente "co-capitais") — com populações metropolitanas de aproximadamente 4 milhões e 1 milhão de habitantes respectivamente. Outras cidades importantes com populações urbanas acima de 100 000 habitantes incluem Patras, Heraclião, Larissa, Volos, Rodes, Ioannina, Agrinio, Chania e Chalcis.

## Política

### Governo

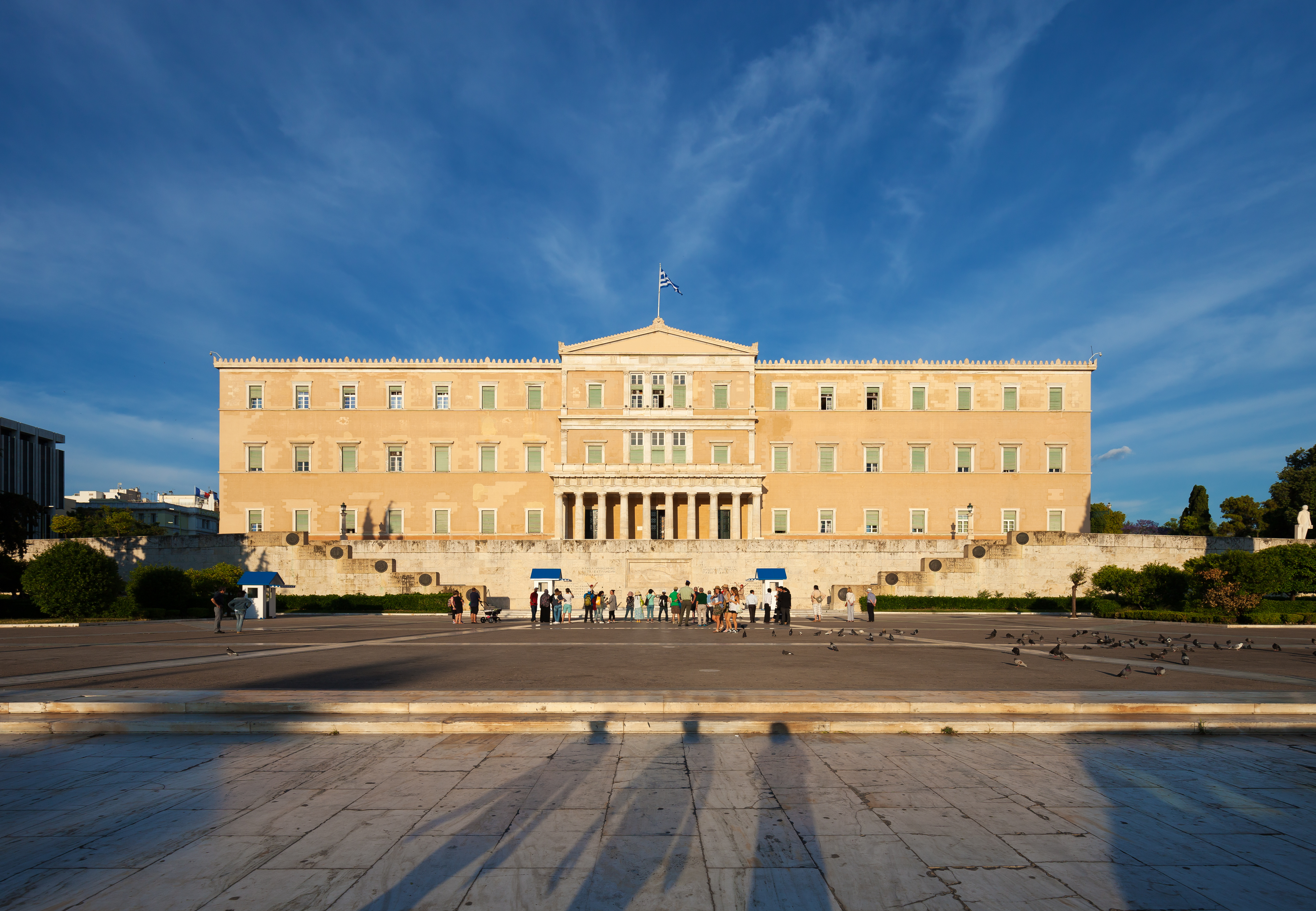
Parlamento Helénico, sede do poder legislativo, no centro de Atenas

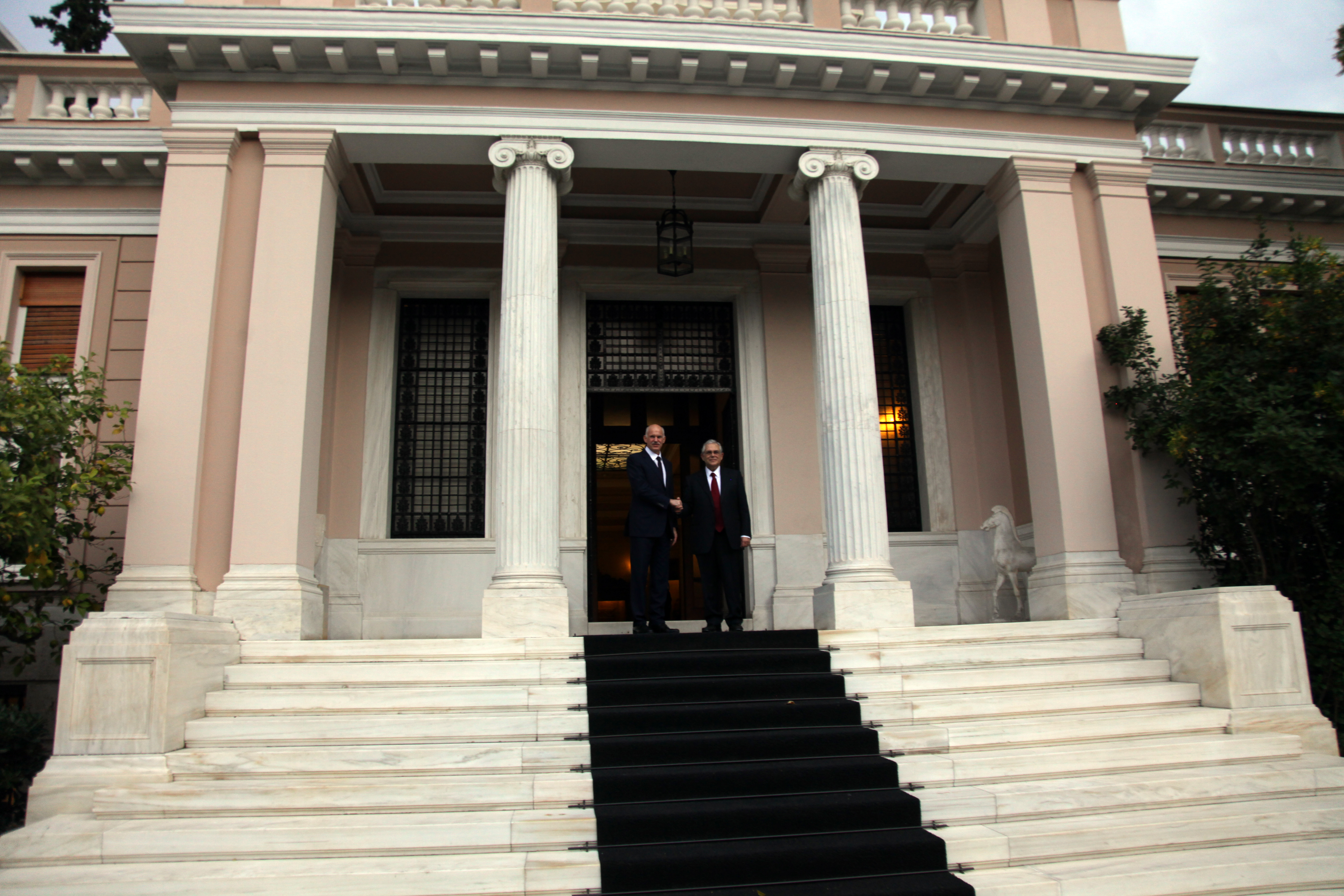
Mansão Máximos, a residência oficial do primeiro-ministro do país

A Grécia é uma república parlamentar. O chefe de Estado nominal é o presidente da república, que é eleito pelo parlamento para um mandato de cinco anos. A atual constituição foi elaborada e aprovada pelo Quinto Parlamento Revisionista dos Helenos e entrou em vigor em 1975 após a queda da junta militar de 1967–1974. Ela foi revisada por duas vezes desde que entrou em vigor, em 1986 e em 2001. A Constituição, que consiste em 120 artigos, prevê a separação dos poderes em executivo, legislativo e judiciário, e concede extensas garantias específicas (reforçado em 2001), das liberdades civis e direitos sociais.
Segundo a Constituição, o poder executivo é exercido pelo presidente da república e pelo governo. A partir de emenda à Constituição de 1986, as funções do presidente foram reduzidas de forma significativa, e agora elas são, em grande parte, cerimoniais; a maior parte do poder político, portanto, está nas mãos do primeiro-ministro. A posição do primeiro-ministro, chefe de governo da Grécia, pertencente ao atual líder do partido político que possa obter um voto de confiança do Parlamento. O presidente da república nomeia formalmente o primeiro-ministro e, na sua recomendação, nomeia e exonera os restantes membros do Conselho de Ministros.
O poder legislativo é exercido pelos 300 membros eletivos do parlamento unicameral. As leis aprovadas pelo parlamento são promulgadas pelo presidente da república. As eleições parlamentares são realizadas a cada quatro anos, mas o presidente da república é obrigado a dissolver o parlamento sobre a proposta anterior do Conselho de Ministros, tendo em vista lidar com um assunto nacional de excepcional importância. O presidente é também obrigado a dissolver o parlamento no início, se a oposição conseguir aprovar uma moção de censura.
O poder judiciário é independente do poder executivo e do legislativo e compreende três Tribunais Supremos: o Tribunal de Cassação (Άρειος Πάγος), o Conselho de Estado (Συμβούλιο της Επικρατείας) e o Tribunal de Contas (Ελεγκτικό Συνέδριο). O sistema judiciário é composto também por tribunais civis, que julgam processos cíveis e penais, e os tribunais administrativos, que julgam os litígios entre os cidadãos e as autoridades gregas administrativas.
Nas eleições legislativas de janeiro de 2015, o partido de extrema-esquerda, Syriza venceu com 70% dos votos apurados, conquistando 149 das 300 cadeiras do Parlamento e tornando primeiro-ministro Alexis Tsipras, de 40 anos. As eleições legislativas de julho de 2019 foram ganhas pelo partido de direita conservadora, Nova Democracia, tornando Kyriakos Mitsotakis o primeiro-ministro.

### Relações internacionais

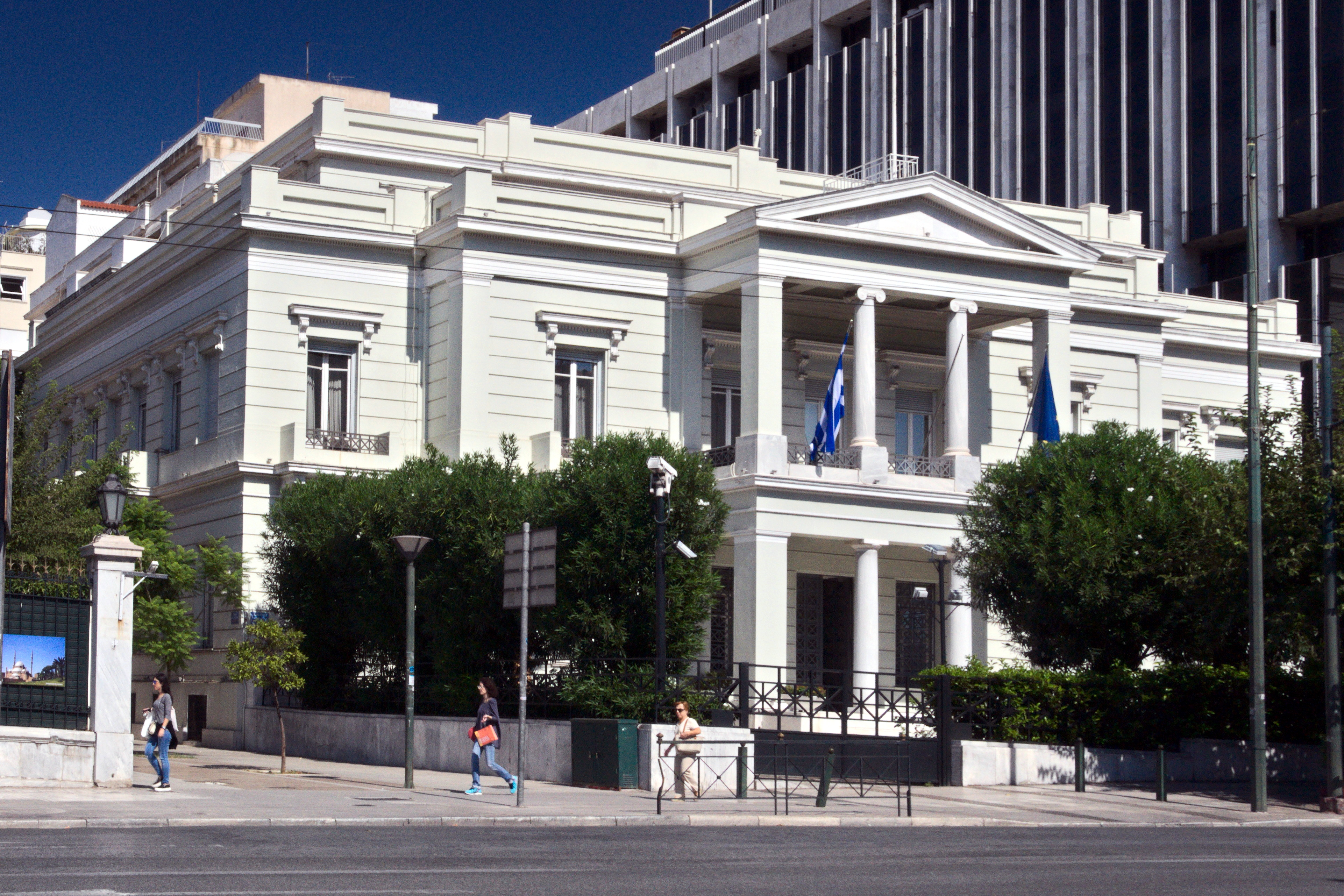
Sede do Ministério de Relações Exteriores

A política externa da Grécia é conduzida pelo Ministério de Relações Exteriores e seu chefe, o Ministro de Relações Exteriores, atualmente Nikos Dendias. Oficialmente, os principais objetivos do ministério são representar a Grécia perante outros Estados e organizações internacionais; salvaguardar os interesses do Estado grego e de seus cidadãos no exterior; promover a cultura grega; promover relações mais estreitas com os países da diáspora grega; e incentivar a cooperação internacional. O ministério identifica duas questões de particular importância para o Estado grego: os desafios turcos aos direitos de soberania grega no Mar Egeu e o espaço aéreo correspondente e o conflito no Chipre envolvendo a ocupação turca do norte do Chipre.
Além disso, devido à sua proximidade política e geográfica com a Europa, Ásia, Oriente Médio e África, a Grécia é um país de importância geoestratégica significativa, que foi alavancada para desenvolver uma política regional para ajudar a promover a paz e a estabilidade nos Balcãs, no Mediterrâneo e no Oriente Médio. Isso concedeu o status de poder médio do país nos assuntos globais.

### Forças armadas
|                                    |  |                                    |
| Fragata Psara da Marinha Helênica. |  | Caça F-16 da Força Aérea Helênica. |

As Forças Armadas Helênicas são supervisionadas pelo Estado Maior Helênico da Defesa Nacional (em grego:  Γενικό Επιτελείο Εθνικής Άμυνας — ΓΕΕΘΑ), com autoridade civil do Ministério da Defesa Nacional. É composto por três ramos: Exército Helênico (Ellinikos Stratos, ES); Marinha Helênica (Elliniko Polemiko Navtiko, EPN) e Força Aérea Helênica (Elliniki Polemiki Aeroporia, EPA). Além disso, a Grécia mantém a Guarda Costeira Helênica para aplicação da lei no mar, busca e salvamento e operações portuárias. Embora possa apoiar a marinha durante a guerra, ela reside sob a autoridade do Ministério dos Transportes.
O país tem um total de 367 450 militares, dos quais 142 950 estão ativos e 220 500 são de reserva. A Grécia ocupa a 15.ª posição no mundo em número de cidadãos que servem nas forças armadas, devido em grande parte ao serviço militar obrigatório para homens entre as idades de 19 e 45 anos (as mulheres são isentas de recrutamento, mas podem servir nas forças armadas). O serviço militar obrigatório é de nove meses para o Exército e um ano para a Marinha e a Força Aérea. Como membro da OTAN, os militares gregos participam de exercícios e destacamentos sob os auspícios da aliança, embora o seu envolvimento nas missões da OTAN seja mínimo.

## Subdivisões
|      | \| Nº \| Região \| Capital \| Área (km²) \| População[192] \| PIB (bi)[193] \| \| ---- \| --------------------------- \| ----------- \| ---------- \| -------------- \| ------------- \| \| 1 \| Ática \| Atenas \| 3.808 \| 3.812.330 \| €103,334 \| \| 2 \| Grécia Central \| Lâmia \| 15.549 \| 546.870 \| €12,530 \| \| 3 \| Macedônia Central \| Tessalônica \| 18.811 \| 1.874.590 \| €34,458 \| \| 4 \| Creta \| Heraclião \| 8.259 \| 621.340 \| €12,854 \| \| 5 \| Macedônia Oriental e Trácia \| Comotini \| 14.157 \| 606.170 \| €9,054 \| \| 6 \| Epiro \| Janina \| 9.203 \| 336.650 \| €5,827 \| \| 7 \| Ilhas Jônicas \| Corfu \| 2.307 \| 206.470 \| €4,464 \| \| 8 \| Egeu Setentrional \| Mitilene \| 3.836 \| 197.810 \| €3,579 \| \| 9 \| Peloponeso \| Trípoli \| 15.490 \| 581.980 \| €11,230 \| \| 10 \| Egeu Meridional \| Hermópolis \| 5.286 \| 308.610 \| €7,816 \| \| 11 \| Tessália \| Lárissa \| 14.037 \| 730.730 \| €12,905 \| \| 12 \| Grécia Ocidental \| Patras \| 11.350 \| 680.190 \| €12,122 \| \| 13 \| Macedônia Ocidental \| Cozani \| 9.451 \| 282.120 \| €5,564 \| \| Nº \| Estado autônomo \| Capital \| Área (km²) \| População[192] \| PIB (bi)[193] \| \| (14) \| Monte Atos \| Cariés \| 390 \| 1.830 \| Desconhecido \| |             |            |           |              |
| Nº   | Região | Capital     | Área (km²) | População | PIB (bi)     |
| 1    | Ática | Atenas      | 3.808      | 3.812.330 | €103,334     |
| 2    | Grécia Central | Lâmia       | 15.549     | 546.870   | €12,530      |
| 3    | Macedônia Central | Tessalônica | 18.811     | 1.874.590 | €34,458      |
| 4    | Creta | Heraclião   | 8.259      | 621.340   | €12,854      |
| 5    | Macedônia Oriental e Trácia | Comotini    | 14.157     | 606.170   | €9,054       |
| 6    | Epiro | Janina      | 9.203      | 336.650   | €5,827       |
| 7    | Ilhas Jônicas | Corfu       | 2.307      | 206.470   | €4,464       |
| 8    | Egeu Setentrional | Mitilene    | 3.836      | 197.810   | €3,579       |
| 9    | Peloponeso | Trípoli     | 15.490     | 581.980   | €11,230      |
| 10   | Egeu Meridional | Hermópolis  | 5.286      | 308.610   | €7,816       |
| 11   | Tessália | Lárissa     | 14.037     | 730.730   | €12,905      |
| 12   | Grécia Ocidental | Patras      | 11.350     | 680.190   | €12,122      |
| 13   | Macedônia Ocidental | Cozani      | 9.451      | 282.120   | €5,564       |
| Nº   | Estado autônomo | Capital     | Área (km²) | População | PIB (bi)     |
| (14) | Monte Atos | Cariés      | 390        | 1.830     | Desconhecido |

## Economia

### Panorama

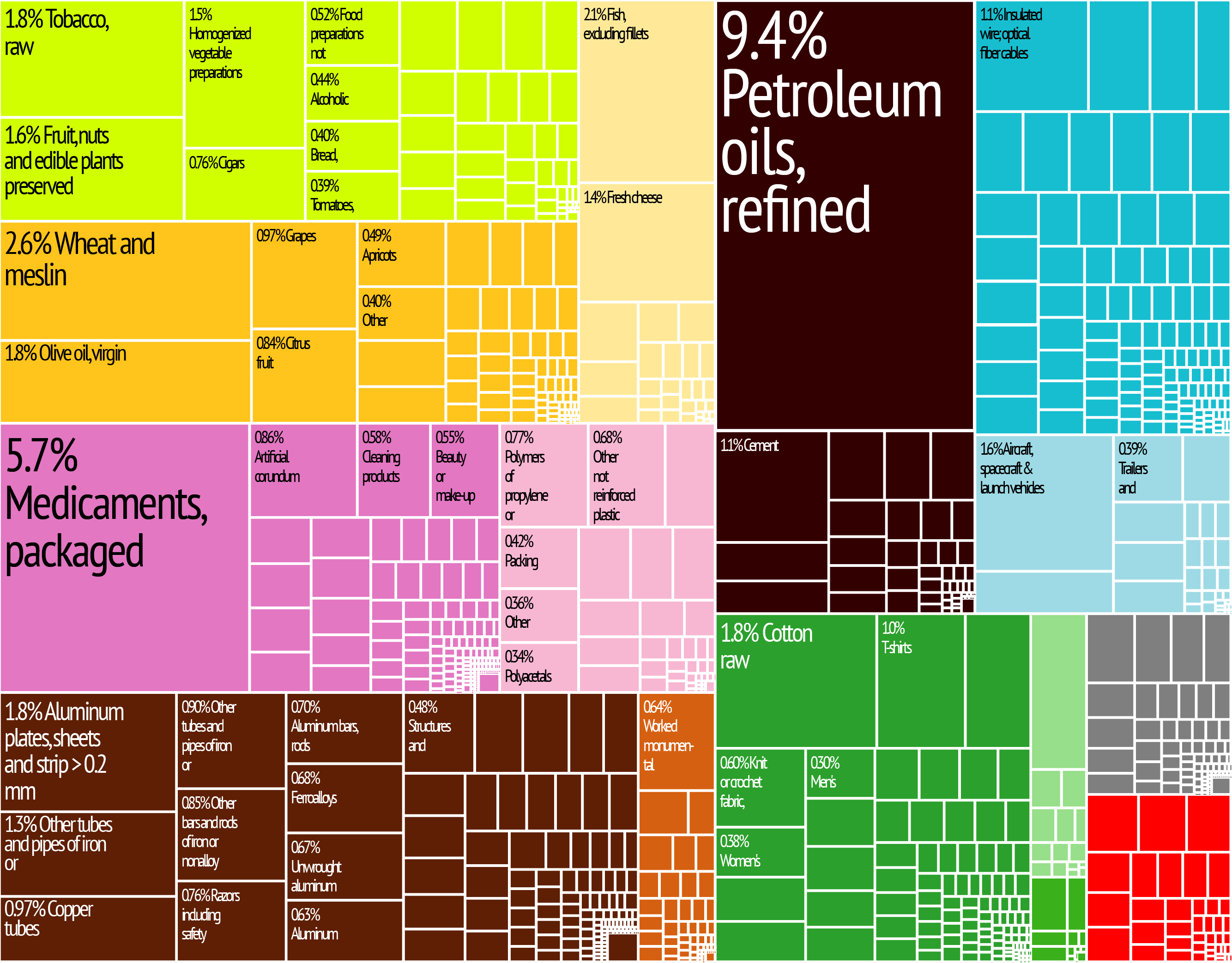
Principais exportações da Grécia

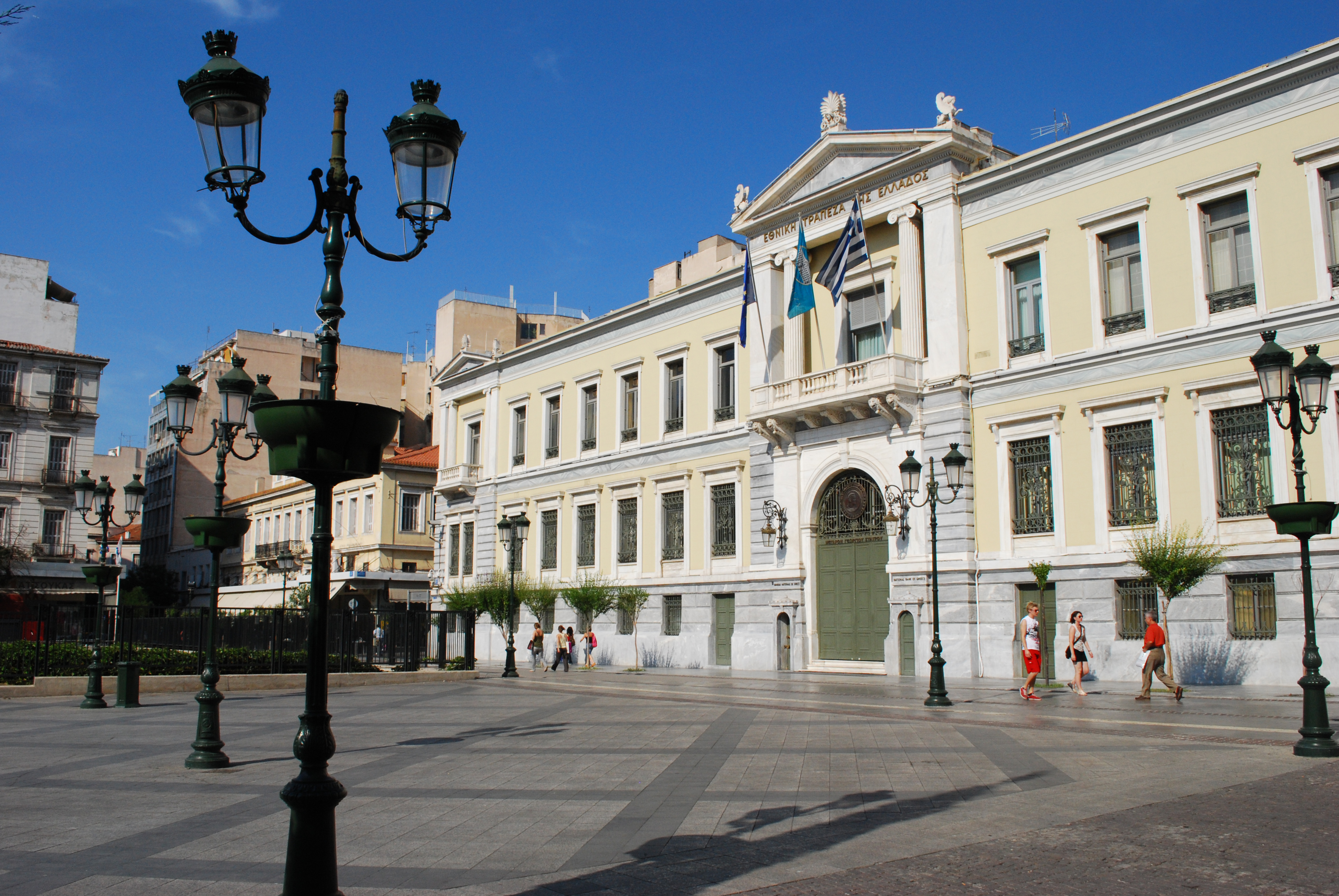
Sede do Banco Nacional da Grécia

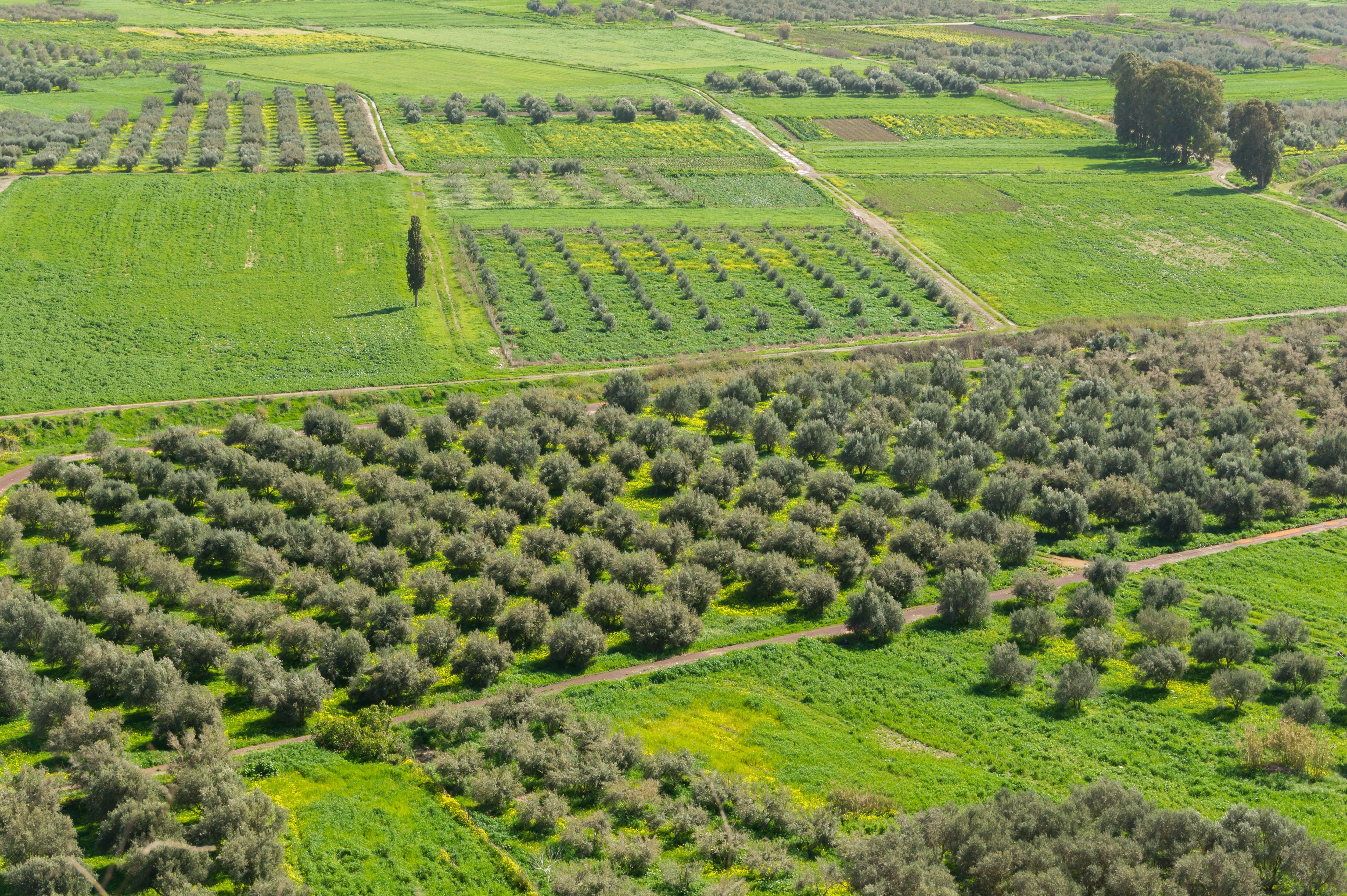
Campo de oliveiras em Festo, Creta

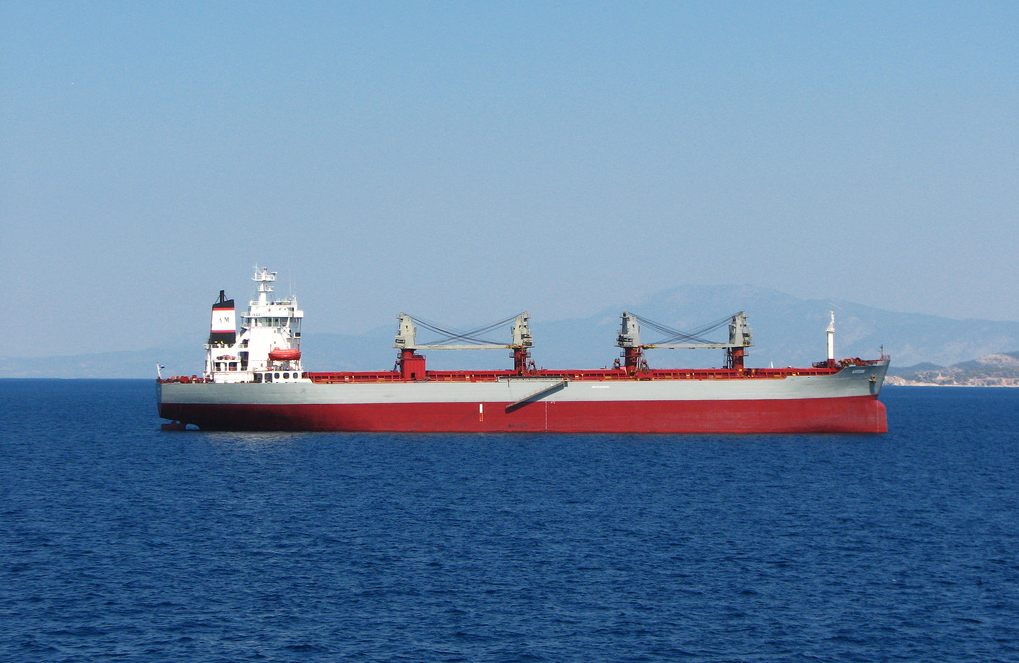
A Grécia controla 16,2% da frota mercante mundial

Segundo as estatísticas do Banco Mundial para o ano de 2013, a economia da Grécia é a 43.ª maior em produto interno bruto nominal em 242 bilhões de dólares e a 52.ª maior em paridade do poder de compra (PPC) em 284 bilhões de dólares. Além disso, a Grécia é a 15.ª maior economia dos 27 membros da União Europeia. Em termos de renda per capita, a Grécia está classificada em 38.º ou 40.º no mundo, com 21 910 de dólares e 25 705 de dólares para PIB e PPP nominais, respectivamente. A economia grega é classificada como avançada e de alta renda.
A Grécia é um país desenvolvido, com um alto padrão de vida e uma alta classificação no Índice de Desenvolvimento Humano. Sua economia compreende principalmente o setor de serviços (85,0%) e a indústria (12,0%), enquanto a agricultura representa 3,0% da produção econômica nacional. As indústrias gregas importantes incluem o turismo (com 14,9 milhões de turistas internacionais em 2009, classificado como o 7.º país mais visitado na União Europeia e o 16.º no mundo pela Organização Mundial de Turismo) e transporte mercante (com 16,2% da capacidade total do mundo, a marinha mercante grega é a maior do mundo), enquanto o país também é um produtor agrícola considerável (incluindo a pesca) na UE. Apesar disso, depois da crise econômica de 2008, o país passou a registrar altas taxas de desemprego, que ficou em 21,7% em abril de 2017. A taxa de desemprego jovem (42,3% em março de 2018) é extremamente alta em comparação com os padrões da UE.
Com uma economia maior do que todas as outras economias dos Balcãs juntas, a Grécia é um importante investidor regional. O país é o segundo maior investidor de capital estrangeiro na Albânia, o terceiro investidor na Bulgária e está entre os três principais investidores estrangeiros na Romênia e na Sérvia e o parceiro comercial mais importante e o maior investidor estrangeiro da Macedônia do Norte. Os bancos gregos abrem uma nova agência em algum lugar dos Balcãs quase semanalmente. A empresa grega de telecomunicações OTE tornou-se um forte investidor na antiga Iugoslávia e em outros países dos Balcãs.
A Grécia foi membro fundador da Organização para Cooperação e Desenvolvimento Econômico (OCDE) e da Organização de Cooperação Econômica do Mar Negro (BSEC). Em 1979, foi assinada a adesão do país às Comunidades Europeias e ao mercado único e o processo foi concluído em 1982. A Grécia foi aceita na União Econômica e Monetária da União Europeia em 19 de junho de 2000 e em janeiro de 2001 adotou o euro como sua moeda, substituindo o dracma a uma taxa de câmbio de 340,75 dracma por euro. A Grécia também é membro do Fundo Monetário Internacional e da Organização Mundial do Comércio.

### Agricultura
A agricultura contribui com 3,8% do PIB e emprega 12,4% da força de trabalho do país. Em 2010, a Grécia foi o maior produtor de algodão (183 800 toneladas) e pistache (8 000 toneladas) e ficou em segundo lugar na produção de arroz (229 500 toneladas) e azeitonas (147 500 toneladas), terceiro na produção de figos (11 000 toneladas), amêndoas (44 000 toneladas), tomates (1,4 milhão de toneladas) e melancias (578 400 toneladas) e quarto na produção de tabaco (22 000 toneladas) da União Europeia.

### Indústria naval
A indústria naval tem sido um elemento-chave da atividade econômica grega desde os tempos antigos. A navegação continua sendo uma das indústrias mais importantes do país, representando 4,5% do PIB, empregando cerca de 160 000 pessoas (4% da força de trabalho) e representando um terço do déficit comercial.
De acordo com um relatório de 2011 da Conferência das Nações Unidas sobre Comércio e Desenvolvimento, a marinha mercante grega é a maior do mundo, com 16,2% da capacidade global total, ante 15,96% em 2010, A Grécia possui uma indústria significativa de construção e manutenção de navios. Os seis estaleiros ao redor do porto de Pireu estão entre os maiores da Europa.

### Turismo

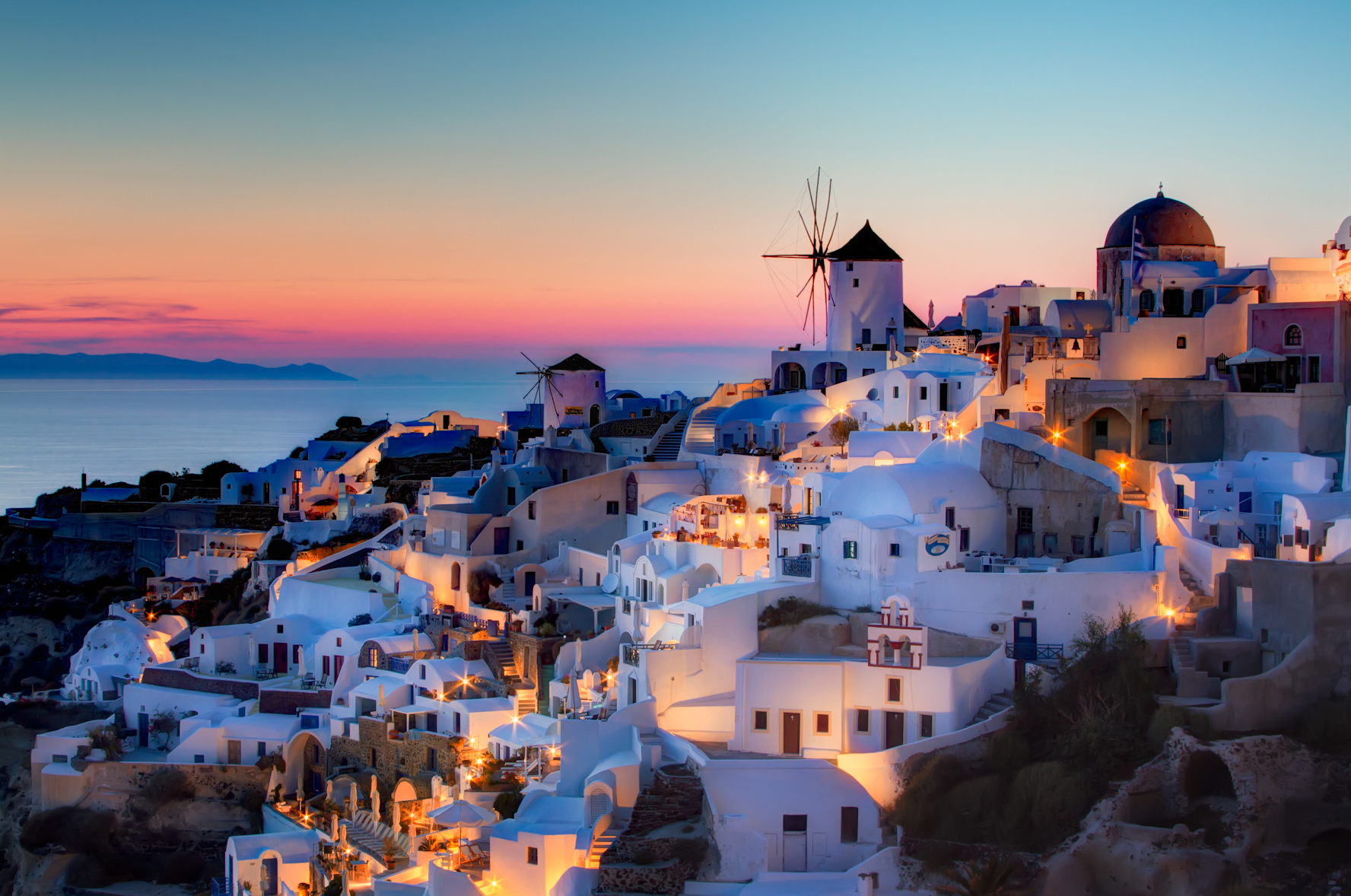
Vista da vila de Oia, na ilha de Santorini, um dos principais pontos turísticos do país

Uma porcentagem importante do produto interno bruto (PIB) da Grécia vem do turismo. De acordo com estatísticas do Eurostat, a Grécia recebeu mais de 19,5 milhões de turistas em 2009, o que significa um aumento em relação aos 17,7 milhões de turistas que visitaram o país em 2007. A grande maioria dos visitantes na Grécia em 2007 vieram do continente europeu, alcançando 12,7 milhões de turistas, enquanto a maioria dos visitantes vindos de uma única nacionalidade foram os do Reino Unido (2,6 milhões), seguidos de perto por aqueles da Alemanha (2,3 milhões).
Em 2010, a periferia mais visitada da Grécia foi a da Macedônia Central, com 18% do fluxo turístico do país total (atingindo 3,6 milhões de turistas), seguido de Attica, com 2,6 milhões, e do Peloponeso, com 1,8 milhão. O Norte da Grécia é a região geográfica mais visitada do país, com 6,5 milhões de turistas, enquanto a Grécia Central é a segunda, com 6,3 milhões.
Em 2010, a Lonely Planet considerou Salonica, a segunda maior cidade do país, como a quinta melhor cidade do mundo para festas, comparável a outras cidades como Dubai e Montreal. Em 2011, Santorini foi votada como "melhor ilha do mundo" na Travel + Leisure. A ilha vizinha de Míconos ficou em quinto lugar na categoria europeia.

## Infraestrutura

### Saúde

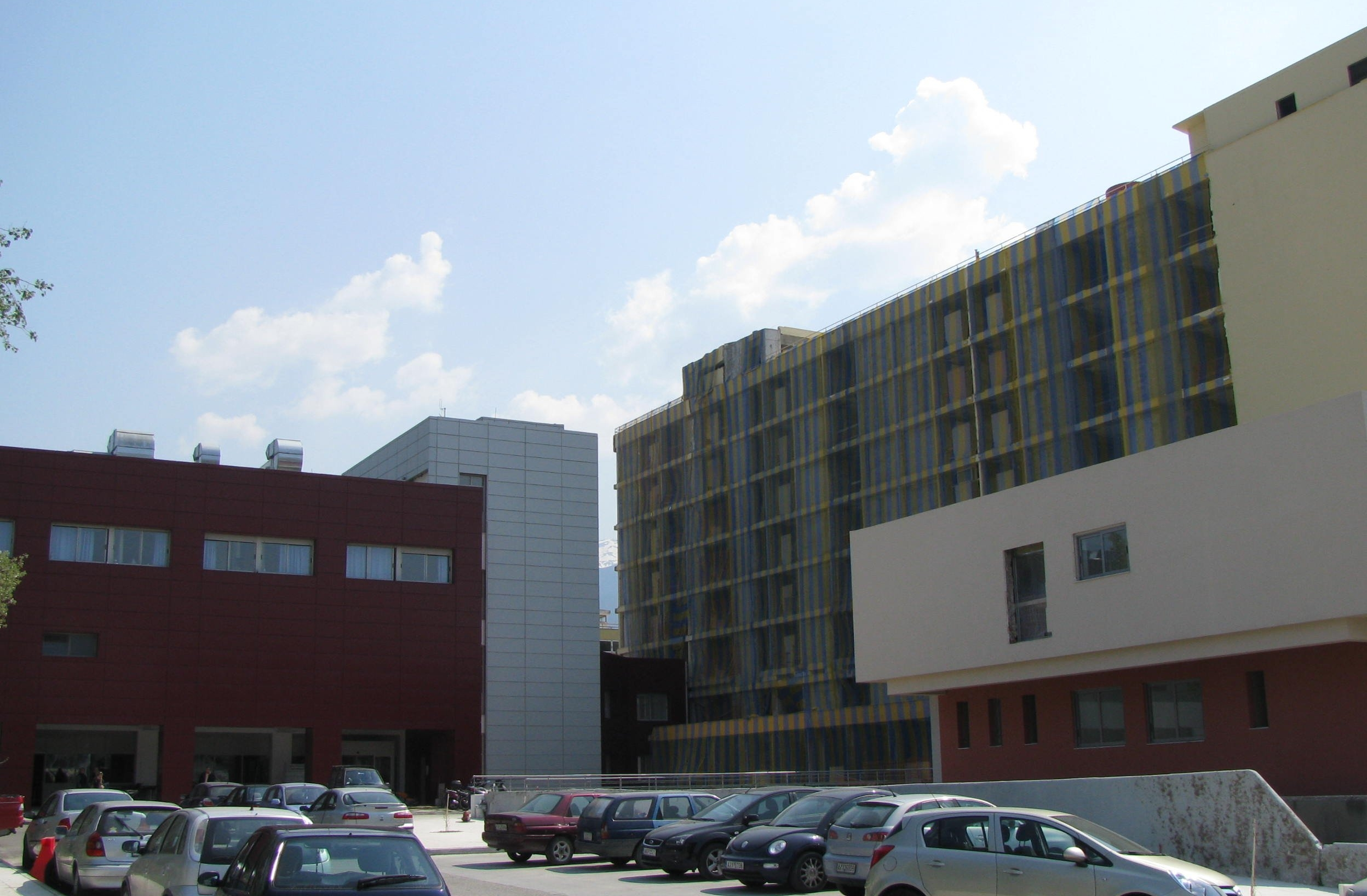
Hospital Agios Andreas, em Patras

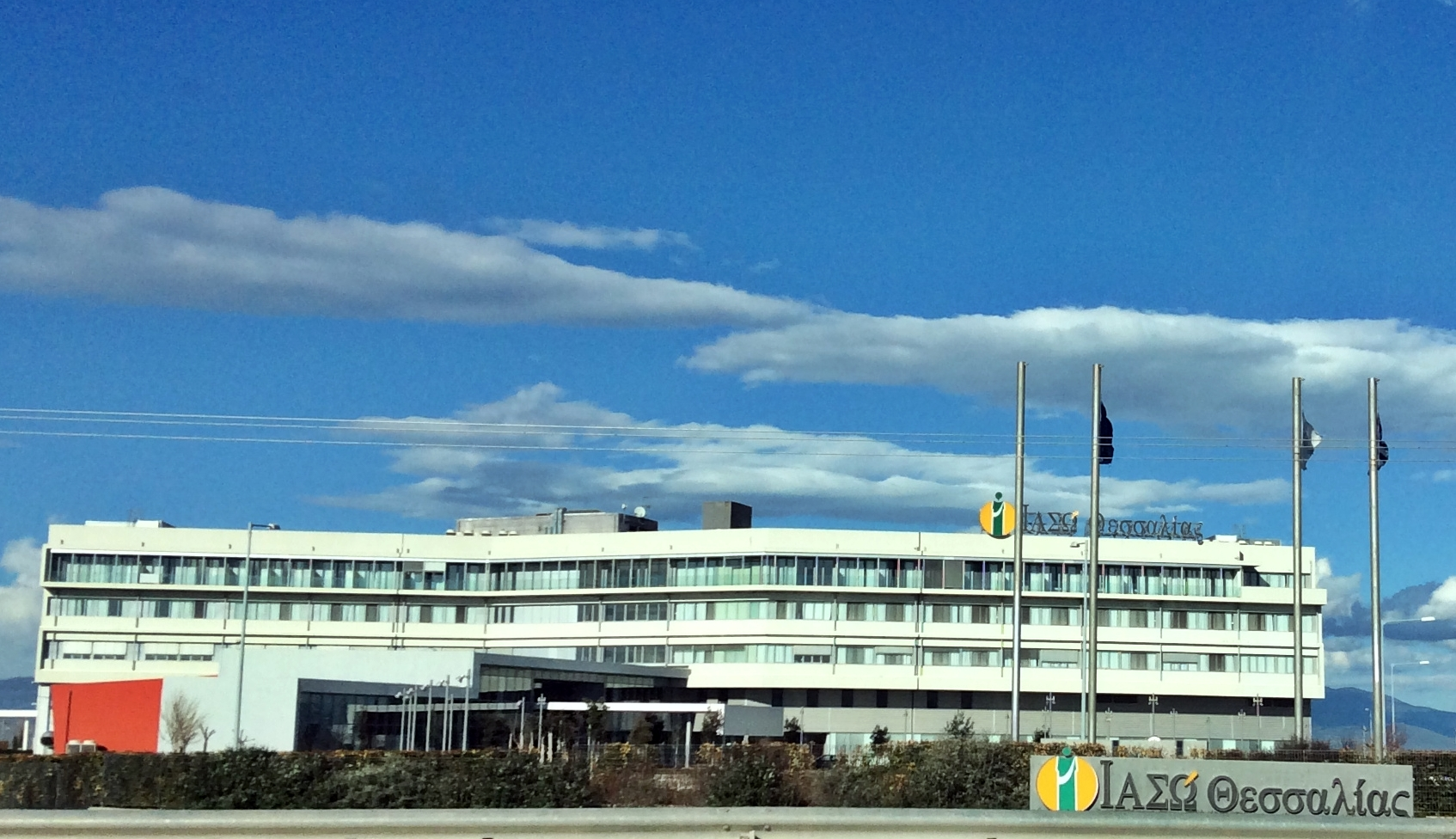
Hospital privado em Lárissa

A Grécia possui um sistema de assistência universal à saúde. Ele é misto, combinando um serviço nacional de saúde com seguro social de saúde (SHI). Um relatório da Organização Mundial da Saúde publicado em 2000, o sistema de saúde grego ficou em 14.º lugar no desempenho geral entre os 191 países pesquisados. Em um relatório da Save the Children de 2013, a Grécia foi classificada no 19.º lugar entre 176 países pelo estado de mães e bebês recém-nascidos. Em 2010, havia 138 hospitais com 31 000 leitos, mas em 2011, o Ministério da Saúde anunciou planos para diminuir o número para 77 hospitais com 36 035 leitos para reduzir despesas e melhorar ainda mais os padrões de saúde.
As despesas de saúde da Grécia como porcentagem do PIB foram de 9,6% em 2007, logo acima da média da OCDE de 9,5%. Até 2015, os gastos caíram para 8,4% do PIB (em comparação com a média da UE de 9,5%), um declínio de um quinto desde 2010. No entanto, o país mantém a maior proporção de médicos por população de qualquer país da OCDE e a maior proporção de médico/paciente na UE.
A expectativa de vida na Grécia está entre as mais altas do mundo; um relatório da OCDE de 2011 colocou-a em 80,3 anos, acima da média da OCDE de 79,5 anos, enquanto um estudo mais recente de 2017 descobriu que a expectativa de vida em 2015 era de 81,1 anos, ligeiramente acima da média da UE de 80,6. A ilha de Icaria possui a maior porcentagem de nonagenários no mundo; aproximadamente 33% dos ilhéus têm 90 anos ou mais. Icaria é posteriormente classificada como uma "zona azul", uma região em que as pessoas supostamente vivem mais que a média e têm taxas mais baixas de câncer, doenças cardíacas ou outras doenças crônicas.
No entanto, um relatório da OCDE de 2011 mostrou que a Grécia tinha a maior porcentagem de fumantes diários adultos de qualquer um dos 34 membros da OCDE. A taxa deobesidade do país é de 18,1%, acima da média da OCDE de 15,1%, mas consideravelmente mais baixa que a taxa estadunidense de 27,7%. Em 2008, a Grécia teve a maior taxa de boa saúde percebida na OCDE, com 98,5%. A mortalidade infantil, com uma taxa de 3,6 mortes por 1.000 nascidos vivos, ficou abaixo da média da OCDE de 2007, de 4,9.

### Transportes
|                                                     |  |                                                                            |
| Canal de Corinto, que atravessa o Istmo de Corinto. |  | Ponte Rio-Antirio, perto de Patras, a mais longa ponte estaiada da Europa. |

Desde a década de 1980, a rede rodoviária e ferroviária da Grécia foi significativamente modernizada. Trabalhos importantes incluem a autoestrada A2 (Egnatia Odos), que liga o noroeste da Grécia (Igoumenitsa) ao norte da Grécia (Thessaloniki) e ao nordeste da Grécia (Kipoi) e a Ponte Rio-Antirio, a mais longa ponte suspensa na Europa (2 250 m), que conecta o Peloponeso (Rio, a 7 km de Patras) com a Etólia-Acarnânia (Antirrio) no oeste da Grécia.
A Área Metropolitana de Atenas, em particular, é servida por algumas das mais modernas e eficientes infraestruturas de transporte da Europa, como o Aeroporto Internacional de Atenas, a rede de rodovias A6 (Attiki Odos) e o sistema de metrô de Atenas A maioria das ilhas gregas e muitas das principais cidades da Grécia são conectadas por via aérea principalmente das duas principais companhias aéreas gregas, a Olympic Air e a Aegean Airlines.
As conexões ferroviárias desempenham um papel um pouco menor na Grécia do que em muitos outros países europeus, mas também foram ampliadas, com novas conexões ferroviárias suburbanas, atendidas pela Proastiakos em torno de Atenas, em direção ao aeroporto, Kiato e Cálcis; em torno de Tessalônica, em direção às cidades de Lárissa e Edessa; e ao redor de Patras. As linhas ferroviárias internacionais conectam as cidades gregas ao resto da Europa, aos Bálcãs e à Turquia.

### Telecomunicações

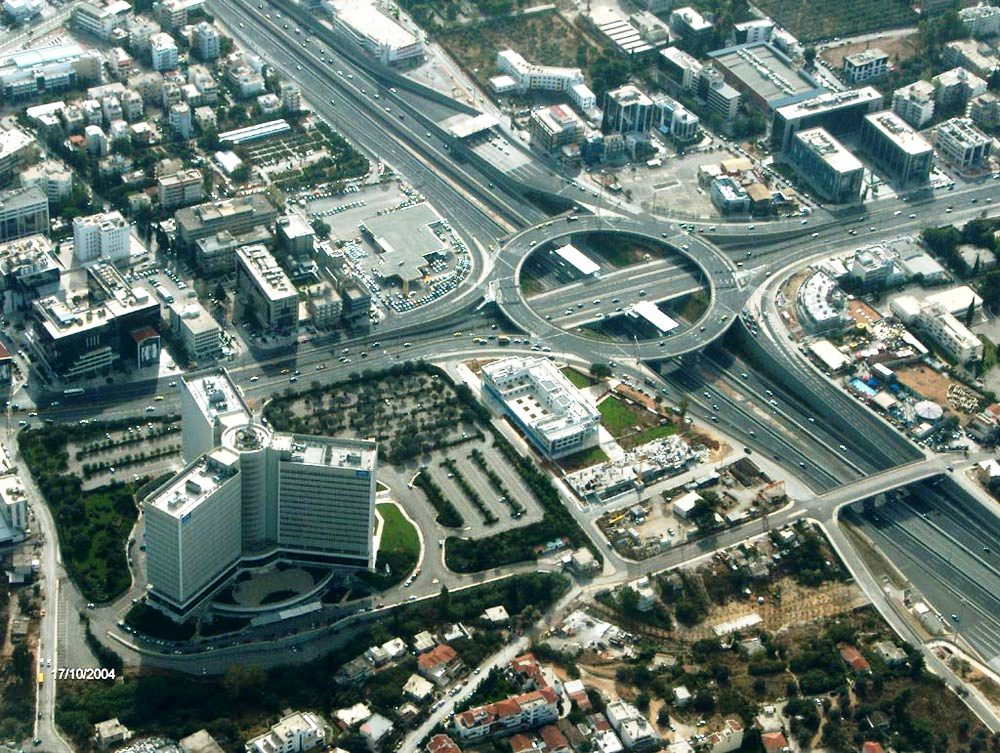
Vista aérea da sede da OTE em Atenas

Entre 1949 e 1980, as comunicações telefônicas na Grécia eram um monopólio estatal da Organização Helênica de Telecomunicações, mais conhecida por sua sigla OTE. Apesar da liberalização das comunicações telefônicas no país na década de 1980, a OTE ainda domina o mercado grego em seu setor e emergiu como uma das maiores empresas de telecomunicações no sudeste da Europa. Desde 2011, o principal acionista da empresa é a Deutsche Telekom, com uma participação de 40%, enquanto o Estado grego continua a deter 10% das ações da empresa. A OTE possui várias subsidiárias nos Balcãs.
Outras empresas de telecomunicações móveis ativas na Grécia são a Wind Hellas e a Vodafone. O número total de contas de telefone celular ativas no país em 2009, com base em estatísticas das operadoras de telefonia móvel do país, foi superior a 20 milhões, uma penetração de 180%. Além disso, existem 5,745 milhões de telefones fixos ativos no país.
A Grécia tende a ficar atrás dos seus parceiros da União Europeia em termos de uso da Internet, com a diferença fechando rapidamente nos últimos anos. A porcentagem de famílias com acesso à Internet mais que dobrou entre 2006 e 2013, de 23% para 56%, respectivamente (em comparação com uma média da UE de 49% e 79%). Ao mesmo tempo, houve um aumento maciço na proporção de famílias com conexão de banda larga, de 4% em 2006 para 55% em 2013 (em comparação com uma média da UE de 30% e 76%). Até 2019, a porcentagem de domicílios gregos com acesso à Internet e conexão de banda larga atingiu 78,5% e 78,1% a população, respectivamente.

### Energia
|                                              |  |                                                   |
| Parque eólico no monte Panachaiko, em Acaia. |  | Usina termelétrica de Agios Dimitrios, em Cozani. |

A produção de eletricidade na Grécia é dominada pela estatal Dimosia Epichirisi Ilektrismou (conhecida principalmente por sua sigla ΔΕΗ, transliterada como DEI). Em 2009, o DEI supriu 85,6% de toda a demanda de energia elétrica na Grécia, enquanto o número caiu para 77,3% em 2010. Quase metade (48%) da produção de energia da DEI é gerada usando lignito, uma queda em relação aos 51,6% em 2009. Doze por cento da eletricidade da Grécia vem de usinas hidrelétricas e outros 20% de gás natural. Entre 2009 e 2010, a produção de energia de empresas independentes aumentou 56%, de 2 709 gigawatt-hora em 2009 para 4 232 GWh em 2010.
Em 2012, as energias renováveis representaram 13,8% do consumo total de energia do país, um aumento em relação aos 10,6% em 2011, um número quase igual à média da UE de 14,1% em 2012. Cerca de 10% da energia renovável do país vem da energia solar, enquanto a maioria vem da biomassa e reciclagem de resíduos. Em conformidade com a diretiva da Comissão Europeia sobre energias renováveis, a Grécia pretende obter 18% de sua energia proveniente de fontes renováveis até 2020.
Em 2013, de acordo com o Operador Independente de Transmissão de Energia na Grécia (ΑΔΜΗΕ), mais de 20% da eletricidade na Grécia foi produzida a partir de fontes de energia renováveis e usinas hidrelétricas. Esse percentual em abril atingiu 42%. A Grécia atualmente não possui usinas nucleares em operação; no entanto, em 2009, a Academia de Atenas sugeriu o início da pesquisa sobre a possibilidade da exploração da energia nuclear no país.
Em 2021, a Grécia tinha, em energia elétrica renovável instalada, 3 424 MW em energia hidroelétrica, 4 457 MW em energia eólica (23º maior do mundo), 3 530 MW em energia solar (24º maior do mundo), e 14 MW em biomassa.

### Ciência e tecnologia
A Secretaria-Geral de Pesquisa e Tecnologia do Ministério do Desenvolvimento e Competitividade é responsável por projetar, implementar e supervisionar a política nacional de pesquisa e tecnologia. Em 2017, os gastos em pesquisa e desenvolvimento (P&D) atingiram uma alta histórica de 2 bilhões de euros, igual a 1,14% do PIB grego.
Embora abaixo da média da UE de 1,93%, entre 1990 e 1998, as despesas totais de P&D na Grécia tiveram o terceiro maior aumento na Europa, depois da Finlândia e da Irlanda. Devido à sua localização estratégica, força de trabalho qualificada e estabilidade política e econômica, muitas empresas multinacionais como Ericsson, Siemens, Motorola, The Coca-Cola Company e Tesla, Inc têm sua sede regional de pesquisa e desenvolvimento na Grécia. A disponibilidade à internet de banda larga é muito comum na Grécia, sendo que havia um total de 2 105 076 ligações de banda larga no país em 2010. Isso se traduz em 18,6% de penetração de banda larga.
Entre os parques tecnológicos da Grécia estão o Parque Científico e Tecnológico da ilha de Creta (Heraclião), a Parque Tecnológico da Salonica, o Parque Tecnológico de Lavrio e de Parque Científico de Patras. A Grécia é um dos membros da Agência Espacial Europeia (ESA) desde 2005. A cooperação entre a ESA e a Comissão Helênica Espacial Nacional começou no início de 1990. Em 1994, a Grécia e a ESA assinaram seu primeiro acordo de cooperação. Tendo solicitado formalmente sua completa adesão em 2003, a Grécia tornou-se o décimo sexto membro da ESA, em 16 de março de 2005.

### Educação

Academia de Atenas, a academia nacional da Grécia e a maior instituição de pesquisa do país

Universidade Nacional Capodistriana de Atenas, a mais antiga universidade do Mediterrâneo oriental.

Os gregos têm uma longa tradição de valorizar e investir na paideia (educação), que foi defendida como um dos mais altos valores da sociedade no mundo grego e helenístico. A primeira instituição europeia descrita como universidade foi fundada em Constantinopla do século V e continuou operando em várias encarnações até a queda da cidade para os otomanos em 1453. A Universidade de Constantinopla foi a primeira instituição secular de ensino superior da Europa cristã e, de certa forma, a primeira universidade do mundo. Setenta e dois por cento dos adultos gregos com idades entre 25 e 64 anos concluíram o ensino médio, o que é um pouco menos que a média da OCDE de 74%. O aluno grego médio obteve 458 pontos em alfabetização, matemática e ciências no Programa Internacional de Avaliação de Alunos (PISA) da OCDE de 2015. Essa pontuação é inferior à média da OCDE de 486. Em média, as meninas superaram os meninos em 15 pontos, muito mais do que a diferença média da OCDE de dois pontos.
O Ministério da Educação da Grécia exerce o controle sobre as escolas públicas, formula e implementa legislação, administra o orçamento, administra e coordena os exames de admissão nas universidades de nível nacional, estabelece o currículo nacional, nomeia o corpo docente das escolas públicas e coordena outros serviços. O papel de supervisão do Ministério é exercido em todo o país através dos Escritórios Públicos de Educação da Unidade Regional, denominados Direções Regionais do Ensino Primário e Secundário. As escolas públicas são financiadas pelo governo e são gratuitas, juntamente com os livros públicos. Cerca de 25% dos programas de pós-graduação têm aulas gratuitas, enquanto cerca de 30% dos estudantes são elegíveis para participar de programas gratuitos, com base em critérios individuais. A educação formal na Grécia compreende três estágios educacionais. A primeira etapa da educação formal é a etapa primária (Δημοτικό, seis anos, 6 a 12 anos), seguida pela etapa secundária, que se separa em duas etapas: o ginásio obrigatório (Γυμνάσιο, três anos, 12 a 15 anos) e liceu não obrigatório (κειο, três anos, 15 a 18 anos de idade).
De acordo com a Lei-Quadro (3 549/2007), o ensino superior público consiste de dois setores paralelos: o setor "universidade" (universidades, institutos politécnicos, escolas de belas artes, universidade aberta) e o setor Tecnológico (instituições de educação tecnológica e escolas de formação pedagógica e tecnológica). Há também o ensino terciário não universitário, que oferece em institutos estatais formação profissional de duração de dois anos, que operam sob a autoridade de outros Ministérios. Os alunos são admitidos a estes institutos de acordo com seu desempenho em exames nacionais que ocorrem após a conclusão do terceiro grau. Além disso, os alunos com mais de 22 anos de idade podem ser admitidos na Universidade Aberta Helênica através de um tipo de loteria. A Universidade Nacional Capodistriana de Atenas é a mais antiga universidade do Mediterrâneo oriental.

## Cultura

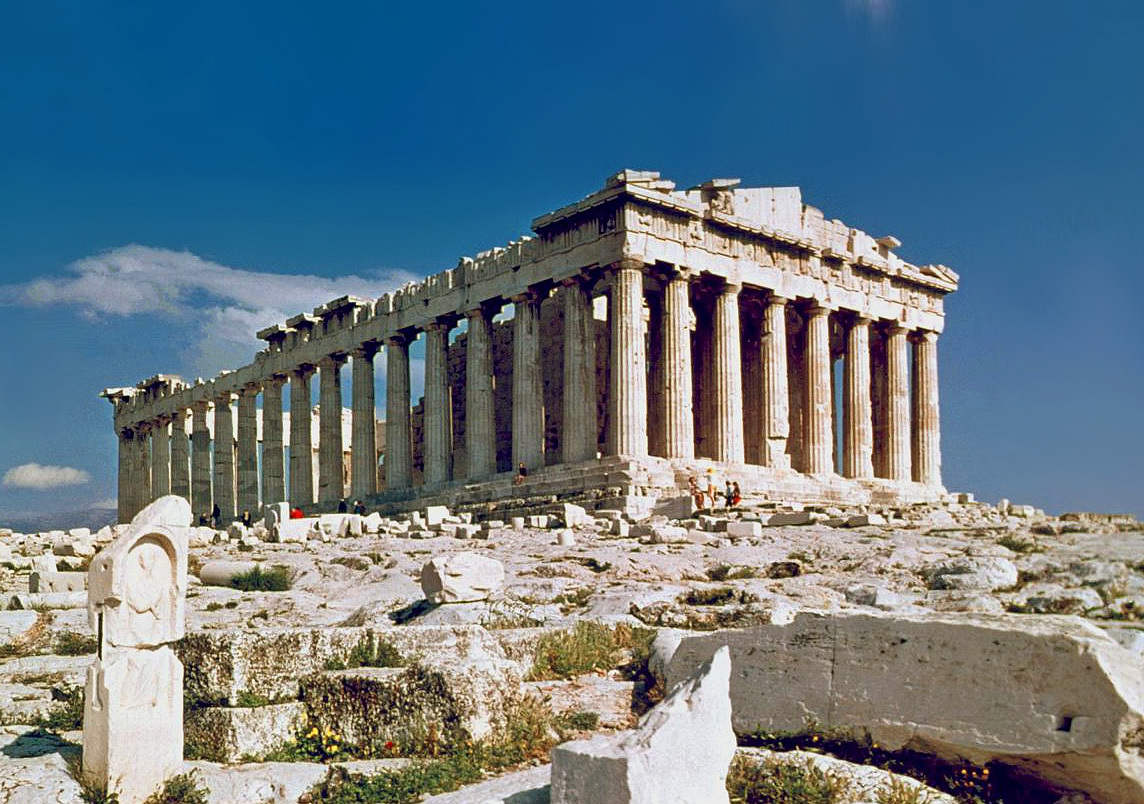
O Partenon é um símbolo duradouro da Grécia antiga e da democracia ateniense

A cultura da Grécia evoluiu ao longo de milhares de anos, começando na Grécia micênica e continuando principalmente na Grécia clássica, através da influência do Império Romano e de sua continuação oriental grega, do Império Romano Oriental (ou Império Bizantino). Outras culturas e nações, como os Estados latino e franco, o Império Otomano, a República Veneziana, a República Genovesa e o Império Britânico também deixaram sua influência na cultura grega moderna, embora os historiadores atribuam à Guerra da Independência Grega a revitalização de uma entidade única e coesa de sua cultura multifacetada.
Nos tempos antigos, a Grécia era o berço da cultura ocidental. As democracias modernas devem uma dívida às crenças gregas no governo pelo povo, julgamento por júri e igualdade perante a lei. Os gregos antigos foram pioneiros em muitos campos que se apoiam no pensamento sistemático, incluindo biologia, geometria, história, filosofia, física e matemática. Eles introduziram formas literárias importantes como poesia épica e lírica, história, tragédia e comédia. Na busca de ordem e proporção, os gregos criaram um ideal de beleza que influenciou fortemente a arte ocidental.

### Arte e arquitetura

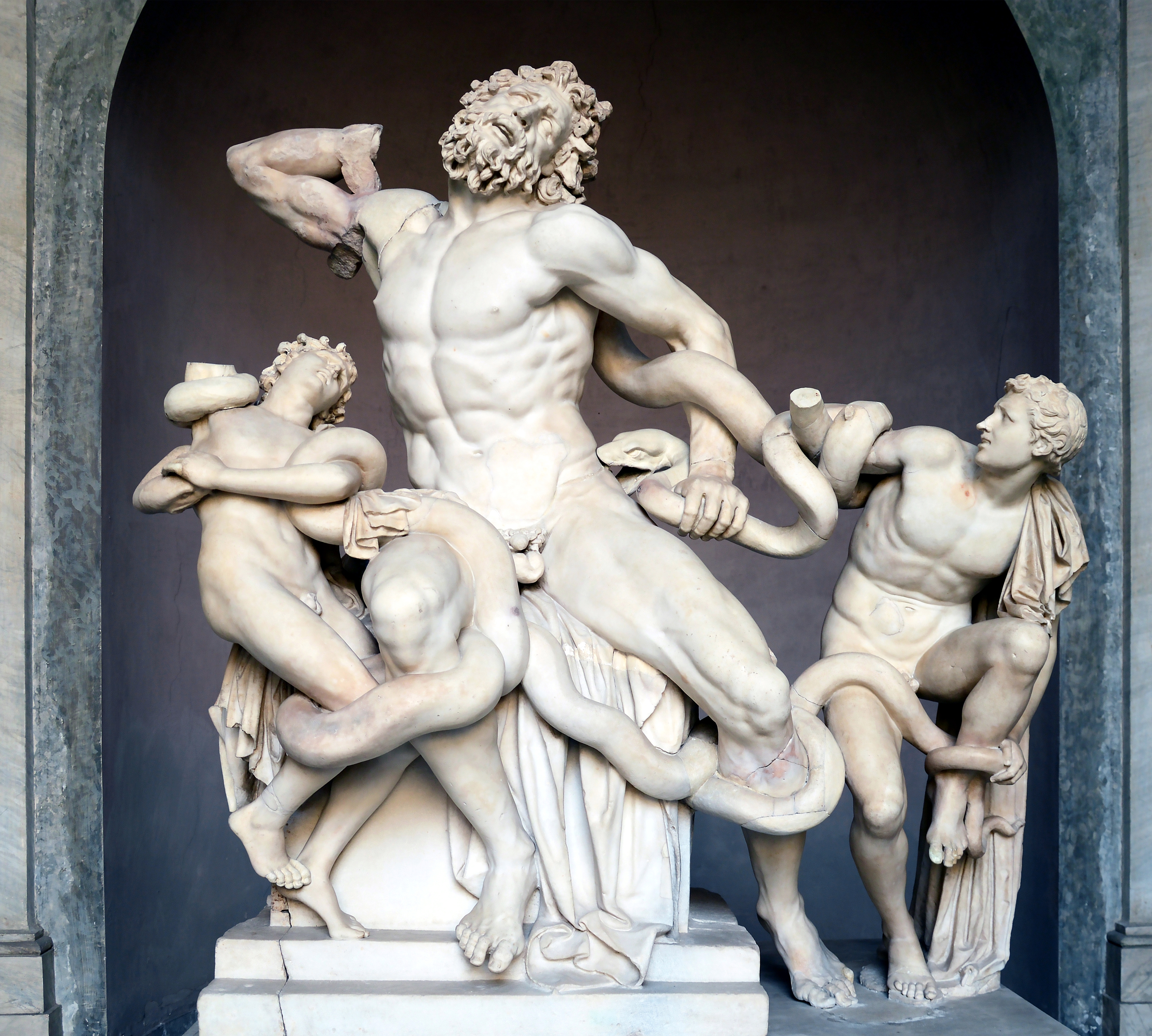
Laocoonte e seus filhos, período helenista

A produção artística na Grécia começou nas civilizações pré-históricas cicládica e minoica, ambas influenciadas pelas tradições locais e pela arte do Antigo Egito. A escultura grega antiga era composta quase inteiramente de mármore ou bronze; com o bronze fundido se tornando o meio preferido para grandes obras no início do século V. O mármore e o bronze são fáceis de formar e muito duráveis. As esculturas criselefantinas, usadas para imagens de culto no templo e obras de luxo, usavam ouro, mais frequentemente em forma de folha e marfim para todas ou partes (faces e mãos) da figura, e provavelmente gemas e outros materiais, mas eram muito menos comuns e apenas fragmentos sobreviveram. No início do século XIX, a escavação sistemática de sítios arqueológicos gregos antigos havia produzido uma infinidade de esculturas com traços de superfícies notavelmente multicoloridas. Não foi até descobertas publicadas pelo arqueólogo alemão Vinzenz Brinkmann, no final do século XX, que a pintura de esculturas gregas antigas se tornaram um fato estabelecido.
A arte e a arquitetura das sociedades gregas existem desde o início da Idade do Ferro (século XI a.C.) até o final do século I a.C. Antes disso (Idade do Bronze), a arte grega do continente e das ilhas (excetuando-se Creta, onde havia uma tradição diferente chamada arte minoica) é conhecida como arte micênica, e a arte grega mais tardia, chamada helenística, é considerada integrante da cultura do Império Romano (arte romana). Os gregos, inicialmente um conjunto de tribos relativamente autônomas que apresentavam fatores culturais comuns, como a língua e a religião, instalaram-se no Peloponeso nos inícios do primeiro milênio antes de Cristo, dando início a uma das mais influentes culturas da Antiguidade. Após a fase orientalizante (entre o século XI a.C. e 650 a.C.), cujas manifestações artísticas foram inspiradas pela cultura mesopotâmica, a arte grega conheceu um primeiro momento de maturidade durante o período arcaico, que se prolongou até 475 a.C. Marcado pela expansão geográfica, pelo desenvolvimento econômico e pelo incremento das relações internacionais, assistiu-se nesta altura à definição dos fundamentos estéticos e formais que caracterizarão as posteriores produções artísticas gregas.
Após a independência grega, os arquitetos gregos modernos tentaram combinar elementos e motivos tradicionais gregos e bizantinos com os movimentos e estilos da Europa Ocidental. Patras foi a primeira cidade do Estado grego moderno a desenvolver um plano de cidade. Em janeiro de 1829, Stamatis Voulgaris, engenheiro grego do exército francês, apresentou o plano da nova cidade ao governador Ioánnis Kapodístrias, que o aprovou. Voulgaris aplicou a regra ortogonal no complexo urbano de Patras.

### Teatro

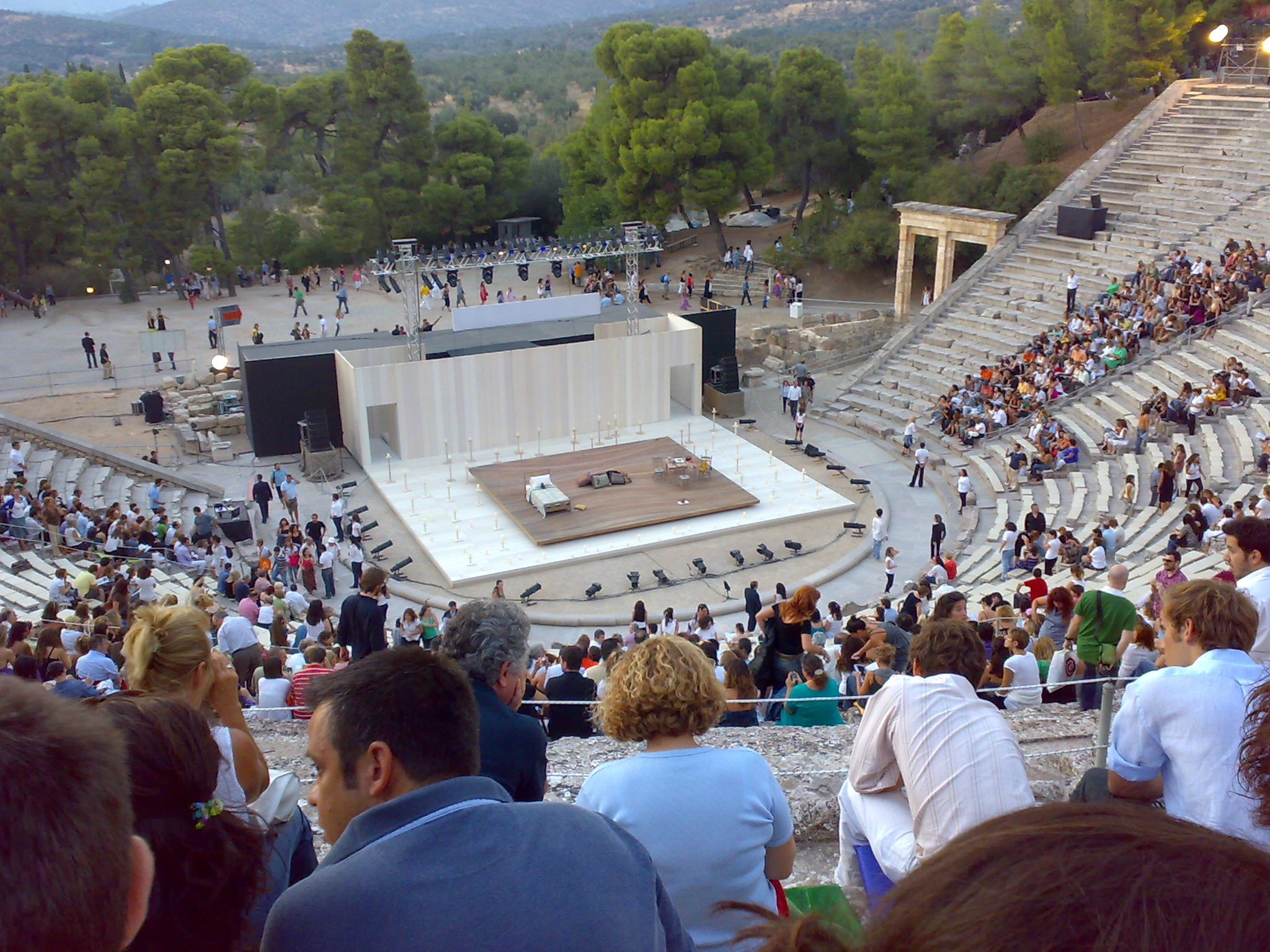
O antigo teatro de Epidauro ainda hoje é utilizado para espetáculos de dramas gregos

O teatro em sua forma ocidental nasceu na Grécia. A cidade-Estado da Atenas Clássica, que se tornou um poder cultural, político e militar significativo durante esse período, foi o seu centro, onde foi institucionalizada como parte de um festival chamado Dionísia, que homenageava o deus Dionísio. A tragédia (final do século VI a.C.), a comédia (486 a.C.) e a sátira foram os três gêneros dramáticos que surgiram lá. Durante o período bizantino, a arte teatral foi fortemente oprimida. Segundo Marios Ploritis, a única forma sobrevivente foi o teatro folclórico (Mimos e Pantomimos), apesar da hostilidade do Estado oficial.
Mais tarde, durante o período otomano, a principal arte folclórica teatral foram os Karagiozis. O renascimento que levou ao teatro grego moderno ocorreu na Creta veneziana. Os dramaturgos significativos incluem Vitsentzos Kornaros e Georgios Chortatsis. O teatro grego moderno nasceu após a independência da Grécia, no início do século XIX, e foi inicialmente influenciado pelo teatro e pelo melodrama heptaneano, como a ópera italiana. O Nobile Teatro de San Giacomo di Corfù foi o primeiro teatro e ópera da Grécia moderna e o local onde foi realizada a primeira ópera grega, o Candidato Parlamentar de Spyridon Xyndas (baseado em um libreto exclusivamente grego). Durante o final do século XIX e início do XX, a cena do teatro ateniense foi dominada por revistas, comédias musicais, operetas e noturnas e dramaturgos notáveis, incluindo Spyridon Samaras e outros. O Teatro Nacional da Grécia foi inaugurado em 1900 como Teatro Real.

### Literatura

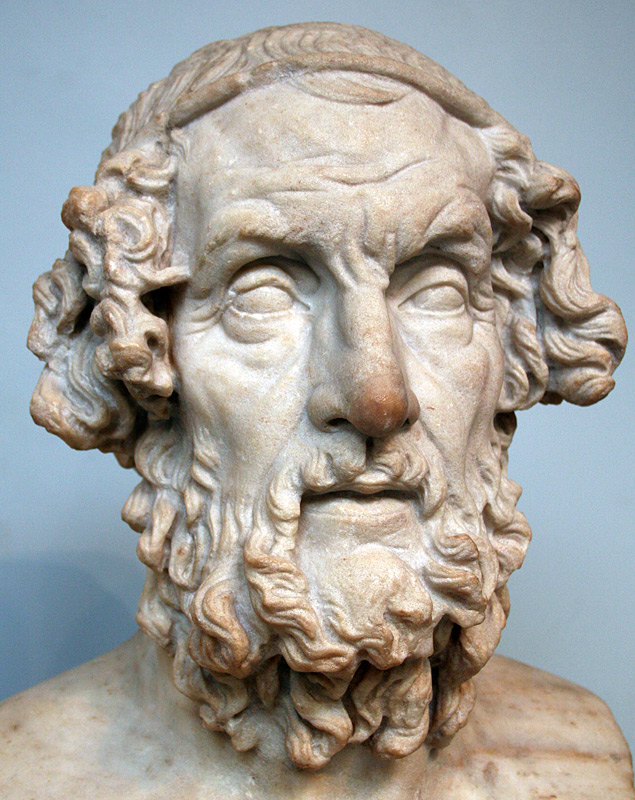
Busto de Homero

A literatura grega pode ser dividida em três categorias principais: literatura grega antiga, bizantina e moderna. Atenas é considerada o berço da literatura ocidental. No início da literatura grega, estão as duas obras monumentais de Homero: a Ilíada e a Odisseia. Embora as datas de composição variem, esses trabalhos foram criados por volta de 800 a.C. ou depois. No período clássico, muitos dos gêneros da literatura ocidental se tornaram mais proeminentes. A poesia lírica, odes, pastorais, elegias, epigramas; apresentações dramáticas de comédia e tragédia; historiografia, tratados retóricos, dialética filosófica e tratados filosóficos surgiram neste período. Os dois principais poetas líricos foram Safo e Píndaro. A era clássica também viu o início do gênero do drama.
Das centenas de tragédias escritas e executadas durante a era clássica, apenas um número limitado de peças de três autores sobreviveu: as de Ésquilo, Sófocles e Eurípides. As peças sobreviventes de Aristófanes também são um tesouro da apresentação cômica, enquanto Heródoto e Tucídides são dois dos historiadores mais influentes desse período. A maior conquista em prosa do século IV foi na filosofia, com as obras dos três grandes filósofos.
A literatura bizantina refere-se à literatura do Império Bizantino, escrita em grego ático, medieval e moderno, e é a expressão da vida intelectual dos gregos bizantinos durante a Idade Média cristã. Embora a literatura bizantina popular e a literatura grega moderna tenham começado no século XI, as duas são indistinguíveis.
A literatura grega moderna refere-se à literatura escrita em grego moderno comum, emergindo do final dos tempos bizantinos no século XI. O poema do renascimento cretense, Erotokritos, é sem dúvida a obra-prima desse período da literatura grega. É um romance de versos escrito por volta de 1600 por Vitsentzos Kornaros (1553–1613). Mais tarde, durante o período do iluminismo grego (Diafotismo), escritores como Adamantios Korais e Rigas Feraios prepararam com suas obras a Revolução Grega (1821–1830).
Figuras principais da literatura grega moderna incluem Dionysios Solomos, Andreas Kalvos, Angelos Sikelianos, Emmanuel Rhoides, Demetrius Vikelas, Kostis Palamas, Penélope Delta, Yiannis Ritsos, Alexandros Papadiamantis, Níkos Kavvadías, Andreas Embirikos, Kostas Karyotakis, Gregorios Xenopoulos, Konstantínos Kaváfis, Kostas Kariotakis e Kiki Dimoula. Dois autores gregos receberam o Prêmio Nobel de Literatura: Giórgos Seféris em 1963 e Odysseas Elytis em 1979.

### Filosofia
|                                                        |  |                                     |
| Cópia em mármore do busto de Sócrates feito por Lísipo |  | Cópia em mármore do busto de Platão |

A maioria das tradições filosóficas ocidentais começou na Grécia Antiga no século VI a.C.. Os primeiros filósofos são chamados de "pré-socráticos", que designam que vieram antes de Sócrates, cujas contribuições marcam uma virada no pensamento ocidental. Os pré-socráticos eram das colônias ocidentais ou orientais da Grécia e apenas fragmentos de seus escritos originais sobrevivem, em alguns casos apenas uma frase. Um novo período de filosofia começou com Sócrates. Como os sofistas, ele rejeitou inteiramente as especulações físicas nas quais seus predecessores haviam se entregado e fez dos pensamentos e opiniões das pessoas o seu ponto de partida. Os aspectos de Sócrates foram unidos pela primeira vez por Platão, que também os combinou com muitos dos princípios estabelecidos pelos filósofos anteriores, e desenvolveu todo esse material na unidade de um sistema abrangente. Aristóteles, o discípulo mais importante de Platão, compartilhou com seu professor o título de maior filósofo da antiguidade. O aluno de Platão preferia partir dos fatos dados pela experiência. Exceto por esses três filósofos gregos mais importantes, outras escolas conhecidas da filosofia grega de outros fundadores durante os tempos antigos foram estoicismo, epicurismo, ceticismo e neoplatonismo.
A filosofia bizantina refere-se às ideias filosóficas distintas dos filósofos e estudiosos do Império Bizantino, especialmente entre os séculos VIII e XV. Era caracterizada por uma visão de mundo cristã, mas que podia extrair ideias diretamente dos textos gregos de Platão, Aristóteles e neoplatonistas. Na véspera da queda de Constantinopla, Gemistus Pletho tentou restaurar o uso do termo "helênico" e defendeu o retorno aos deuses olímpicos do mundo antigo. Depois de 1453, vários estudiosos bizantinos gregos que fugiram para a Europa Ocidental contribuíram para o Renascimento. No período moderno, Diafotismos (em grego: Διαφωτισμός, "iluminação", "iluminação") era a expressão grega da Era do Iluminismo e de suas ideias filosóficas e políticas. Alguns representantes notáveis foram Adamantios Korais, Rigas Feraios e Theophilos Kairis. Outros filósofos gregos da época moderna ou cientistas políticos incluem Cornelius Castoriadis, Nicos Poulantzas e Christos Yannaras.

### Culinária

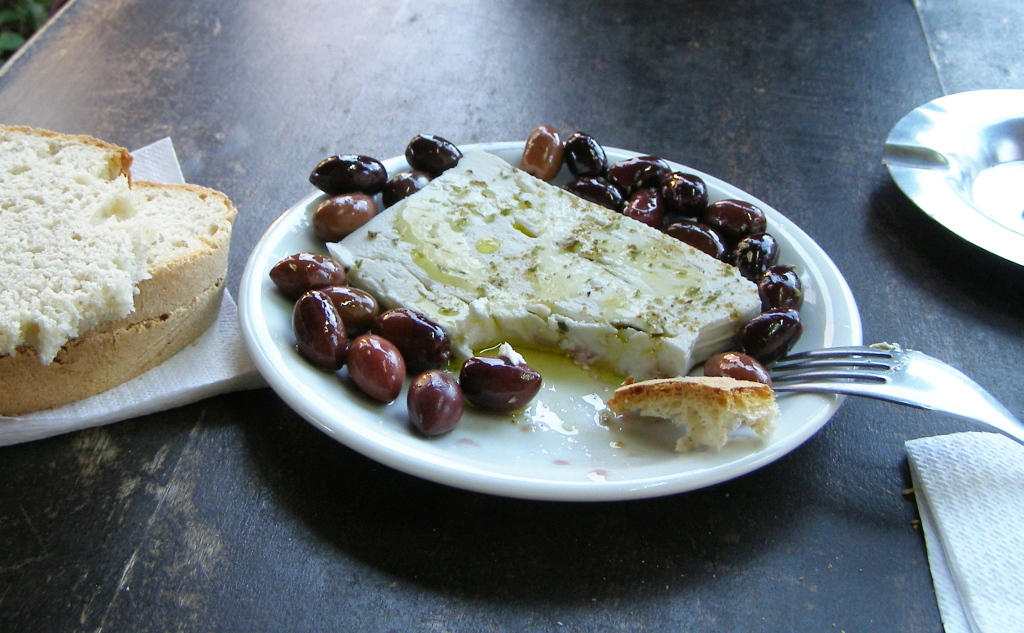
Queijo feta com azeitonas, típicos mezes da culinária grega

A culinária grega é característica da saudável dieta mediterrânea, que é sintetizada pelos pratos de Creta. A culinária grega incorpora ingredientes frescos a uma variedade de pratos locais, como moussaka, pastitsio, salada grega, fasolada, spanakopita e souvlaki. Alguns pratos podem ser encontrados na Grécia antiga, como skordalia (um espesso purê de nozes, amêndoas, alho e azeite), sopa de lentilha, retsina (vinho branco ou rose selado com resina de pinheiro) e pasteli (barra de chocolate com gergelim assada) com mel). Em toda a Grécia, as pessoas costumam gostar de comer pratos pequenos, como o meze, com vários molhos, como tzatziki, polvo grelhado e peixe pequeno, queijo feta, dolmades (arroz, passas e grãos de pinho envoltos em folhas de videira), vários tipos de leguminosas, azeitonas e queijos. O azeite é adicionado a quase todos os pratos.
Algumas sobremesas doces incluem melomakarona, diples e galaktoboureko, e bebidas como ouzo, metaxa e uma variedade de vinhos, incluindo a retsina. A culinária grega difere amplamente de diferentes partes do continente e de ilha para ilha. Ele usa alguns aromas com mais frequência do que outras cozinhas mediterrâneas: folhas de orégano, hortelã, alho, cebola, endro e louro. Outras ervas e especiarias comuns incluem manjericão, tomilho e sementes de erva-doce. Muitas receitas gregas, especialmente nas partes norte do país, usam especiarias "doces" em combinação com carne, por exemplo, canela e cravo em ensopados.

### Esportes

A Chama Olímpica durante a cerimônia de abertura das Olimpíadas de 2004 no Estádio Olímpico de Atenas

A Grécia é o berço dos antigos Jogos Olímpicos da Antiguidade, registrados pela primeira vez em 776 a.C. em Olímpia, e sediou os modernos Jogos Olímpicos duas vezes, os inaugurais Jogos Olímpicos de Verão de 1896 e os Jogos Olímpicos de Verão de 2004. Durante o desfile das nações, a Grécia é sempre chamada em primeiro lugar, como a nação fundadora das Olimpíadas modernas. A nação competiu em todos os Jogos Olímpicos de Verão, um dos únicos quatro países a fazê-lo. Tendo conquistado um total de 110 medalhas (30 de ouro, 42 de prata e 38 de bronze), a Grécia é classificada em 32.º por medalhas de ouro na contagem de medalhas olímpicas de todos os tempos. Seu melhor desempenho foi nos Jogos Olímpicos de Verão de 1896, quando a Grécia terminou em segundo lugar na tabela de medalhas com 10 medalhas de ouro.
A Seleção Grega de Futebol, classificada em 12.º no mundo em 2014 (e tendo atingido o 8º lugar no mundo em 2008 e 2011), foi coroada campeã europeia na Euro 2004. A Super Liga Grega é a liga de futebol profissional mais alta do país, composta por dezesseis equipes. Os mais bem-sucedidos são Olympiacos, Panathinaikos e AEK Athens. A Seleção Grega de Basquetebol tem uma tradição de décadas de excelência no esporte, sendo considerada uma das principais potências do basquete do mundo; em 2012, ficou em 4.º no mundo e 2.º na Europa. Eles venceram o campeonato europeu duas vezes em 1987 e 2005.